# Popis vrsta roda Begonia
Popis vrsta roda Begonia

## A
1. Begonia abbottii Urb.
2. Begonia abbreviata C. I Peng
3. Begonia abdullahpieei Kiew
4. Begonia aberrans Irmsch.
5. Begonia aborensis Dunn
6. Begonia abyssinica Cufod.
7. Begonia acaulis Merr. & L. M. Perry
8. Begonia acclivis Coyle
9. Begonia acerifolia Kunth
10. Begonia acetosa Vell.
11. Begonia acetosella Craib
12. Begonia acida Vell.
13. Begonia acidulenta S. Julia & Kiew
14. Begonia aconitifolia A. DC.
15. Begonia acuminatissima Merr.
16. Begonia acutifolia Jacq.
17. Begonia acutiloba Liebm.
18. Begonia acutis Y. M. Shui, W. H. Chen & H. Q. Nguyen
19. Begonia acutitepala K. Y. Guan & D. K. Tian
20. Begonia adamsensis Magtoto & Rubite
21. Begonia addrinii S. Julia & Kiew
22. Begonia adenodes Irmsch.
23. Begonia adenopoda Lem.
24. Begonia adenostegia Stapf
25. Begonia adliniana Rimi
26. Begonia admirabilis Brade
27. Begonia adpressa Sosef
28. Begonia adscendens C. B. Clarke
29. Begonia aequata A. Gray
30. Begonia aequatoguineensis Sosef & Nguema
31. Begonia aequatorialis L. B. Sm. & B. G. Schub.
32. Begonia aequilateralis Irmsch.
33. Begonia aeranthos L. B. Sm. & B. G. Schub.
34. Begonia affinis Merr.
35. Begonia afromigrata J. J. De Wilde
36. Begonia aggeloptera N. Hallé
37. Begonia aguabuenensis Burt-Utley & Utley
38. Begonia aguiabrancensis L. Kollmann
39. Begonia aguilarii Jara & Zabala
40. Begonia agusanensis Merr.
41. Begonia ahooensis P. L. Sherpa, A. Pradhan & A. Chettri
42. Begonia aiensis C. W. Lin & C. I Peng
43. Begonia aikrono H. P. Wilson & Jimbo
44. Begonia akaw Mansibang, Aumentado & Y. P. Ang
45. Begonia aketajawensis Ardi & D. C. Thomas
46. Begonia alabensis Kiew
47. Begonia alba Merr.
48. Begonia albidula Brade
49. Begonia albobracteata Ridl.
50. Begonia albococcinea Hook.
51. Begonia albomaculata C. DC. ex Huber
52. Begonia albopunctata Y. M. Shui, W. H. Chen & H. Q. Nguyen
53. Begonia alcarrasica J. Sierra
54. Begonia alchemilloides A. DC.
55. Begonia algaia L. B. Sm. & Wassh.
56. Begonia alice-clarkiae Ziesenh.
57. Begonia alicida C. B. Clarke
58. Begonia almedana Burt-Utley & Utley
59. Begonia alnifolia A. DC.
60. Begonia alpina L. B. Sm. & Wassh.
61. Begonia alta Aver.
62. Begonia altimontana E. L. Jacques
63. Begonia altissima Ridl.
64. Begonia altoperuviana A. DC.
65. Begonia alvarezii Merr.
66. Begonia alveolata Yü
67. Begonia amamampang Mazo & Rubite
68. Begonia ambanizanensis Scherber. & Duruiss.
69. Begonia ambodiforahensis Scherber. & Duruiss.
70. Begonia amidalae C. W. Lin & C. I Peng
71. Begonia amnicola Y. H. Tan, M. B. Maw & H. B. Ding
72. Begonia amoeboides Moonlight
73. Begonia amparoae F. A. Blasco, Alejandro, Tandang & Rubite
74. Begonia amphioxus Sands
75. Begonia ampla Hook. fil.
76. Begonia anaimalaiensis Bedd.
77. Begonia andamanensis Parish ex C. B. Clarke
78. Begonia andersonii Kiew & S. Julia
79. Begonia andina Rusby
80. Begonia androrangensis Humbert
81. Begonia androturba Coyle
82. Begonia anemoniflora Irmsch.
83. Begonia angilogensis Merr.
84. Begonia angolensis Irmsch.
85. Begonia angraensis Brade
86. Begonia angularis Raddi
87. Begonia angulata Vell.
88. Begonia angustilimba Merr.
89. Begonia angustiloba A. DC.
90. Begonia anisoptera Merr.
91. Begonia anisosepala Hook. fil.
92. Begonia anjuanensis Humbert
93. Begonia ankaranensis Humbert ex Keraudren & M. Bosser
94. Begonia annobonensis A. DC.
95. Begonia annulata K. Koch
96. Begonia anodifolia A. DC.
97. Begonia anserina C. W. Lin & C. I Peng
98. Begonia antaisaka Humbert
99. Begonia anthonyi Kiew
100. Begonia antongilensis Humbert
101. Begonia antsingyensis Humbert ex Aymonin & Bosser
102. Begonia antsiranensis Aymonin & Bosser
103. Begonia apayaoensis Merr.
104. Begonia apiensis Kiew & S. Julia
105. Begonia apparicioi Brade
106. Begonia aptera Blume
107. Begonia arachnoidea C. I Peng, Yan Liu & S. M. Ku
108. Begonia araneumoides Ardi & Girm.
109. Begonia arauensis M. Hughes
110. Begonia arborescens Raddi
111. Begonia archboldiana Merr. & L. M. Perry
112. Begonia areolata Miq.
113. Begonia arfakensis (Gibbs) L. L. Forrest & Hollingsw.
114. Begonia argenteomarginata Tebbitt
115. Begonia argentii Kiew & S. Julia
116. Begonia aridicaulis Ziesenh.
117. Begonia armykapii S. Julia & C. Y. Ling
118. Begonia arnottiana (Wight) A. DC.
119. Begonia arol-lanoensis C.Y.Ling & S.Julia
120. Begonia arrogans Irmsch.
121. Begonia articulata Irmsch.
122. Begonia artior Irmsch.
123. Begonia arunachalensis D. Borah & Wahlsteen
124. Begonia asaroensis J. N. Gagul
125. Begonia asperifolia Irmsch.
126. Begonia aspersa Aver., Nuraliev & Y. M. Shui
127. Begonia aspleniifolia Hook. fil. ex A. DC.
128. Begonia assurgens Irmsch. ex Weberling
129. Begonia asteroides L. B. Sm. & B. G. Schub.
130. Begonia asteropyrifolia Y. M. Shui & W. H. Chen
131. Begonia atlantica M. D. Miranda & E. L. Jacques
132. Begonia atricha (Miq.) Miq. ex A. DC.
133. Begonia atrofusca Wahlsteen & D. Borah
134. Begonia atroglandulosa Sosef
135. Begonia augustae Irmsch.
136. Begonia augustinei Hemsl.
137. Begonia aurantiflora C. I Peng, Yan Liu & S. M. Ku
138. Begonia auriculata Hook. fil.
139. Begonia auritistipula Y. M. Shui & W. H. Chen
140. Begonia aurora C. I Peng, Yan Liu & W. B. Xu
141. Begonia austroguangxiensis Y. M. Shui & W. H. Chen
142. Begonia austrotaiwanensis Y. K. Chen & C. I Peng
143. Begonia austrovietnamica C. I Peng, C. W. Lin, D. D. Nguyen & N. D. Truong
144. Begonia austroyunnanensis W. G. Wang, H. C. Xi & J. Y. Shen
145. Begonia awongii Sands
146. Begonia axillaris Ridl.
147. Begonia axillipara Ridl.
148. Begonia azuensis Urb. & Ekman

### B
1. Begonia babeana Aver. & H. Q. Nguyen
2. Begonia baccata Hook. fil.
3. Begonia bachmaensis Y. M. Shui & T. T. D. Pham
4. Begonia bachulkarii Aitawade, Kattuk. & S. R. Yadav
5. Begonia bacmeensis V. T. Pham & C. W. Lin
6. Begonia bagotiana Humbert ex Keraudren & M. Bosser
7. Begonia bahakensis Sands
8. Begonia bahiensis A. DC.
9. Begonia baik C. W. Lin & C. I Peng
10. Begonia baikoides S. Julia & C. Y. Ling
11. Begonia bajik S. Julia & C. Y. Ling
12. Begonia bakunensis S. Julia
13. Begonia balangcodiae Rubite, S. H. Liu & K. F. Chung
14. Begonia balansae C. DC.
15. Begonia balansana Gagnep.
16. Begonia balgooyi D. C. Thomas & Ardi
17. Begonia baliensis Girm.
18. Begonia balmisiana Balmis
19. Begonia bamaensis Yan Liu & C. I Peng
20. Begonia bambusetorum H. Q. Nguyen, Y. M. Shui & W. H. Chen
21. Begonia banaoensis J. Sierra
22. Begonia bangii Kuntze
23. Begonia bangsamoro Buenavista, Pranada & Y. P. Ang
24. Begonia baotingensis Y. M. Shui
25. Begonia barahonensis (O. E. Schulz) Urb.
26. Begonia baramensis Merr.
27. Begonia barbellata Ridl.
28. Begonia barkeri Knowles & Westc.
29. Begonia barkleyana L. B. Sm.
30. Begonia baronii Baker
31. Begonia barosma X. X. Feng, Y. N. Huang & Z. X. Liu
32. Begonia barrigae L. B. Sm. & B. G. Schub.
33. Begonia bartlettiana Merr. & L. M. Perry
34. Begonia basintaliana Rimi
35. Begonia bataiensis Kiew
36. Begonia batuphila Girm.
37. Begonia baturongensis Kiew
38. Begonia batusangiensis Ardi & D. C. Thomas
39. Begonia baviensis Gagnep.
40. Begonia bawangensis Girm., Rand & M. Hughes
41. Begonia bayae S. Julia & Kiew
42. Begonia beccariana Ridl.
43. Begonia beddomei Hook. fil.
44. Begonia beijnenii Y. P. Ang, Tandang, Rubite & R. A. Bustam.
45. Begonia bekakapensis C. Y. Ling & S. Julia
46. Begonia bekopakensis Aymonin & Bosser
47. Begonia belagaensis S. Julia
48. Begonia bella Phutthai
49. Begonia beludruvenea M. Hughes
50. Begonia benaratensis S. Julia
51. Begonia bengohensis S. Julia
52. Begonia benitotanii Rubite, Tandang & C. W. Lin
53. Begonia bequaertii Robyns & Lawalrée
54. Begonia berhamanii Kiew
55. Begonia beringii Mazo, Salatan & Rubite
56. Begonia bernadusii Guanih
57. Begonia bernicei Aymard & G. A. Romero
58. Begonia bernieri A. DC.
59. Begonia beryllae Ridl.
60. Begonia besleriifolia Schott
61. Begonia bessangpassensis Calaramo, Rubite & C. W. Lin
62. Begonia betancurii Jara & Moonlight
63. Begonia betsimisaraka Humbert
64. Begonia bettinae Ziesenh.
65. Begonia bhutanensis P. Gyeltshen & M. Hughes
66. Begonia bidentata Raddi
67. Begonia biflora T. C. Ku
68. Begonia bifolia Ridl.
69. Begonia bifurcata L. B. Sm. & B. G. Schub.
70. Begonia biguassuensis Brade
71. Begonia biliranensis Merr.
72. Begonia bimaensis Undaharta & Ardaka
73. Begonia bintang Rimi
74. Begonia binuangensis Merr.
75. Begonia bipinnatifida J. J. Sm.
76. Begonia biserrata Lindl.
77. Begonia bissei J. Sierra
78. Begonia blancii M. Hughes & C. I Peng
79. Begonia bogneri Ziesenh.
80. Begonia boisiana Gagnep.
81. Begonia boissieri A. DC.
82. Begonia boiviniana A. DC.
83. Begonia boliviensis A. DC.
84. Begonia bolleana Urb. & Ekman
85. Begonia bonii Gagnep.
86. Begonia bonitoensis Brade
87. Begonia bonthainensis Hemsl.
88. Begonia bonus-henricus J. J. De Wilde
89. Begonia boqueronensis Burt-Utley & Utley
90. Begonia boraceiensis Handro
91. Begonia boreoharlingii Moonlight & Tebbitt
92. Begonia borneensis A. DC.
93. Begonia bosseri Keraudren
94. Begonia bosuangiana S. Julia
95. Begonia botryoides Moonlight & Tebbitt
96. Begonia boucheana (Klotzsch) A. DC.
97. Begonia bouffordii C. I Peng
98. Begonia bowerae Ziesenh.
99. Begonia brachybotrys Merr. & L. M. Perry
100. Begonia brachyclada Urb. & Ekman
101. Begonia brachypoda O. E. Schulz
102. Begonia bracteata Jack
103. Begonia bracteolata N. Krishna, Pradeep & B. Mani
104. Begonia bracteosa A. DC.
105. Begonia bradei Irmsch.
106. Begonia brandbygeana L. B. Sm. & Wassh.
107. Begonia brandisiana Kurz
108. Begonia brangbosangensis Girm.
109. Begonia brassii Merr. & L. M. Perry
110. Begonia breedlovei Burt-Utley
111. Begonia brevibracteata Kupicha
112. Begonia brevicaulis A. DC.
113. Begonia brevicordata L. B. Sm. & B. G. Schub.
114. Begonia brevilobata Irmsch.
115. Begonia brevipedunculata Y. M. Shui
116. Begonia brevipes Merr.
117. Begonia brevipetala (A. DC.) Warb.
118. Begonia brevirimosa Irmsch.
119. Begonia brevisetulosa C. Y. Wu
120. Begonia bridgesii A. DC.
121. Begonia broussonetiifolia A. DC.
122. Begonia bruneiana Sands
123. Begonia buchtienii Irmsch.
124. Begonia buddleiifolia A. DC.
125. Begonia bufoderma L. B. Sm. & Wassh.
126. Begonia bulbillifera Link & Otto
127. Begonia bullata Urb. & Ekman
128. Begonia bullatifolia L. Kollmann
129. Begonia burabod Rubite, C. Justo, P. Villaseñor & C. W. Lin
130. Begonia burbidgei Stapf
131. Begonia burkillii Dunn
132. Begonia burttii Kiew & S. Julia
133. Begonia buseyi Burt-Utley

### c
1. Begonia cabanillasii Y.P.Ang, Tandang, J.Agcaoili & R.A.Bustam.
2. Begonia cacauicola L. B. Sm. ex S. F. Sm. & Wassh.
3. Begonia caespitosa Jack
4. Begonia calcarea Ridl.
5. Begonia calcicola Merr.
6. Begonia calciphila C. I Peng
7. Begonia calderonii Standl.
8. Begonia calliantha Merr. & L. M. Perry
9. Begonia callistemon Tebbitt & P. R. Stevenson
10. Begonia callosa L. Kollmann
11. Begonia calvescens (Brade ex L.B.Sm. & R.C.Sm.) E.L.Jacques & Mamede
12. Begonia calzadae Burt-Utley & Utley
13. Begonia campanensis Burt-Utley & Utley
14. Begonia camposportoana Brade
15. Begonia canarana Miq.
16. Begonia cangyuanensis Y. H. Tan & H. B. Ding
17. Begonia caobangensis C. I Peng & C. W. Lin
18. Begonia capanemae Brade
19. Begonia caparaoensis E. L. Jacques & L. Kollmann
20. Begonia capensis L. fil.
21. Begonia capillipes Gilg
22. Begonia capituliformis Irmsch.
23. Begonia caraguatatubensis Brade
24. Begonia caramoanensis Rubite, Irabagon, Palacio, Y.P. Ang & R.Bustam.
25. Begonia cardiocarpa Liebm.
26. Begonia cariocana Brade ex L. B. Sm. & Wassh.
27. Begonia carletonii Standl.
28. Begonia carnosa (Teijsm. & Binn.) Teijsm. & Binn.
29. Begonia carnosula Ridl.
30. Begonia carolineifolia Regel
31. Begonia carpinifolia Liebm.
32. Begonia carrieae Ziesenh.
33. Begonia caryotarum Y. M. Shui & W. H. Chen
34. Begonia casiguranensis Quisumb. & Merr.
35. Begonia casseabri Y.H.Tan, M.B.Maw & H.B.Ding
36. Begonia castaneifolia Otto & A. Dietr.
37. Begonia castilloi Merr.
38. Begonia castrosouzae L. Kollmann
39. Begonia cataracta Souvann., Lanors. & Lamxay
40. Begonia catbensis L. N. Dong, K. S. Nguyen & Y. M. Shui
41. Begonia catharinensis Brade
42. Begonia cathayana Hemsl.
43. Begonia cathcartii Hook. fil. & Thomson
44. Begonia caudata Merr.
45. Begonia cauliflora Sands
46. Begonia cavaleriei H. Lév.
47. Begonia cavallyensis A. Chev.
48. Begonia cavum Ziesenh.
49. Begonia cebadillensis Houghton
50. Begonia cehengensis T. C. Ku
51. Begonia celata S. Julia & Kiew
52. Begonia celebica Irmsch.
53. Begonia cerasiphylla L. B. Sm. & Wassh.
54. Begonia ceratocarpa S. H. Huang & Y. M. Shui
55. Begonia chaetocarpa Kuntze
56. Begonia chaiana Kiew & S. Julia
57. Begonia chakensis S. Julia & C. Y. Ling
58. Begonia chambersiae W. N. Takeuchi
59. Begonia charlesjarosiana L. Kollmann
60. Begonia chemillenensis Moonlight
61. Begonia chenii Y. H. Tan, M. B. Maw & H. B. Ding
62. Begonia chiapensis Burt-Utley
63. Begonia chiasmogyna M. Hughes
64. Begonia chindwinensis Y. H. Tan, M. B. Maw & H. B. Ding
65. Begonia chingii Irmsch.
66. Begonia chingipengii Rubite
67. Begonia chishuiensis T. C. Ku
68. Begonia chitoensis T. S. Liu & M. J. Lai
69. Begonia chivatoa Ziesenh.
70. Begonia chlorandra Sands
71. Begonia chlorocarpa Irmsch. ex Sands
72. Begonia chlorolepis L. B. Sm. & B. G. Schub.
73. Begonia chloroneura P. Wilkie & Sands
74. Begonia chlorosticta Sands
75. Begonia choiseulensis C. W. Lin
76. Begonia chongii Sands
77. Begonia chongzuoensis Yan Liu, S. M. Ku & C. I Peng
78. Begonia chrysantha Tebbitt
79. Begonia chuyunshanensis C. I Peng & Y. K. Chen
80. Begonia ciliatifolia Funez & J. C. Jaramillo
81. Begonia ciliifera Merr.
82. Begonia ciliobracteata Warb.
83. Begonia cincinnifera Irmsch.
84. Begonia cinnabarina Hook.
85. Begonia circularis C. I Peng & C. W. Lin
86. Begonia circumlobata Hance
87. Begonia cirrosa L. B. Sm. & Wassh.
88. Begonia cladocarpoides Humbert ex Aymonin & Bosser
89. Begonia cladotricha M. Hughes
90. Begonia clarkei Hook. fil.
91. Begonia clavicaulis Irmsch.
92. Begonia clemensiae Merr. & L. M. Perry
93. Begonia cleopatrae Coyle
94. Begonia clypeifolia Hook. fil.
95. Begonia coccinea Hook.
96. Begonia coelocentroides Y. M. Shui & Z. D. Wei
97. Begonia cognata Irmsch.
98. Begonia collaris Brade
99. Begonia colliculata Souvann. & Lanors.
100. Begonia collisiae Merr.
101. Begonia colombiana L. B. Sm. & B. G. Schub.
102. Begonia colorata Warb.
103. Begonia comata Kuntze
104. Begonia comestibilis D. C. Thomas & Ardi
105. Begonia comorensis Warb.
106. Begonia compacta S. Julia & Kiew
107. Begonia complicata (Hassk.) A. DC.
108. Begonia concanensis A. DC.
109. Begonia conchifolia A. Dietr.
110. Begonia concinna Schott
111. Begonia condorensis Jara & Moonlight
112. Begonia confinis L. B. Sm. & Wassh.
113. Begonia confusa L. B. Sm. & B. G. Schub.
114. Begonia congesta Ridl.
115. Begonia conipila Irmsch. ex Kiew
116. Begonia conniegeriae Kiew & S. Julia
117. Begonia consanguinea Merr.
118. Begonia consobrina Irmsch.
119. Begonia contracta Warb.
120. Begonia convallariodora C. DC.
121. Begonia convolvulacea (Klotzsch) A. DC.
122. Begonia cooperi C. DC.
123. Begonia copelandii Merr.
124. Begonia copeyana C. DC.
125. Begonia coptidifolia H. G. Ye, F. G. Wang, Y. S. Ye & C. I Peng
126. Begonia coptidimontana C. Y. Wu
127. Begonia cordata Vell.
128. Begonia cordifolia (Wight) Thwaites
129. Begonia cordillerae Tebbitt
130. Begonia coriacea Hassk.
131. Begonia corneri Kiew
132. Begonia cornitepala Irmsch.
133. Begonia cornuta L. B. Sm. & B. G. Schub.
134. Begonia coronensis Merr.
135. Begonia corredorana C. DC.
136. Begonia corrugata Kiew & S. Julia
137. Begonia corzoensis Ziesenh.
138. Begonia coursii Humbert ex Keraudren
139. Begonia cowellii Nash
140. Begonia crassa S. Julia & Kiew
141. Begonia crassicaulis Lindl.
142. Begonia crassitepala Y. H. Tan & M. B. Maw
143. Begonia crassula Aver.
144. Begonia crateris Exell
145. Begonia cremnophila Tebbitt
146. Begonia crenata Dryand.
147. Begonia crispipila Elmer
148. Begonia crispula Brade
149. Begonia cristobalensis Ziesenh.
150. Begonia croatii Burt-Utley
151. Begonia crocea C. I Peng
152. Begonia crockerensis Rimi
153. Begonia cruentospirituna C. W. Lin
154. Begonia cryptocarpa L. B. Sm. & B. G. Schub.
155. Begonia crystallina Y. M. Shui & W. H. Chen
156. Begonia cuatrecasasiana L. B. Sm. & B. G. Schub.
157. Begonia cubensis Hassk.
158. Begonia cucphuongensis H. Q. Nguyen & Tebbitt
159. Begonia cucullata Willd.
160. Begonia cucurbitifolia C. Y. Wu
161. Begonia cuernavacensis Ziesenh.
162. Begonia culasiensis C. I Peng, Rubite, C. W. Lin & K. F. Chung
163. Begonia cumingiana A. DC.
164. Begonia cumingii A. Gray
165. Begonia cuneatifolia Irmsch.
166. Begonia cunhambebei E. L. Jacques
167. Begonia curtii L. B. Sm. & B. G. Schub.
168. Begonia curtisii Ridl.
169. Begonia curvicarpa S. M. Ku, C. I Peng & Yan Liu
170. Begonia curvifolia Ardi
171. Begonia cyanescens Sands
172. Begonia cyathophora Poepp. & Endl.
173. Begonia cylindrata L. B. Sm. & B. G. Schub.
174. Begonia cylindrica D. R. Liang & X. X. Chen
175. Begonia cymbalifera L. B. Sm. & B. G. Schub.

### D
1. Begonia dalaiensis B.Das, J.Saikia & D.Banik
2. Begonia dampae Odyuo, B.K.Sinha, Murug. & A.Uddin
3. Begonia danumensis Chong
4. Begonia danxiaensis D. K. Tian & X. L. Yu
5. Begonia darthvaderiana C. W. Lin & C. I Peng
6. Begonia dasyantha C.Y.Ling & S.Julia
7. Begonia dasycaulis Kiew & C. Y. Ling
8. Begonia datii T. S. Hoang & C. W. Lin
9. Begonia daunhitam W.G.Wang, C.X.L.Wang, S.Z.Zhang & Randi
10. Begonia daweishanensis S.H.Huang & Y.M.Shui
11. Begonia daxinensis T. C. Ku
12. Begonia debaoensis C. I Peng, Yan Liu & S. M. Ku
13. Begonia decandra Pav. ex A. DC.
14. Begonia decaryana Humbert ex Keraudren & M. Bosser
15. Begonia declinata Vell.
16. Begonia decora Stapf
17. Begonia delicata Gregório & J. A. S. Costa
18. Begonia delicatula Parish ex C. B. Clarke
19. Begonia deltoides Moonlight
20. Begonia demissa Craib
21. Begonia densifolia Irmsch.
22. Begonia densiretis Irmsch.
23. Begonia dentatiloba A. DC.
24. Begonia dentatobracteata C. Y. Wu
25. Begonia denticulata Kunth
26. Begonia depauperata Schott
27. Begonia depingiana Y. H. Tan & H. B. Ding
28. Begonia depressinerva Pranada
29. Begonia descoleana L. B. Sm. & B. G. Schub.
30. Begonia devexa S. Julia & Kiew
31. Begonia dewildei Sosef
32. Begonia diadema Linden
33. Begonia dichotoma Jacq.
34. Begonia dichroa Sprague
35. Begonia dicressine Wahlsteen
36. Begonia didyma D. C. Thomas & Ardi
37. Begonia diegoi Jara
38. Begonia dielsiana E. Pritz. ex Diels
39. Begonia dietrichiana Irmsch.
40. Begonia dieuanhiae T. S. Hoang & C. W. Li
41. Begonia difformis (Irmsch.) W. C. Leong, C. I Peng & K. F. Chung
42. Begonia diffusa L. B. Sm. & B. G. Schub.
43. Begonia diffusiflora Merr. & L. M. Perry
44. Begonia digitata Raddi
45. Begonia digyna Irmsch.
46. Begonia dimorpha S. Julia
47. Begonia dinhdui V. T. Pham & C. W. Lin
48. Begonia dinosauria C. W. Lin & C. I Peng
49. Begonia dioica Buch.-Ham. ex D. Don
50. Begonia dipetala Graham
51. Begonia discrepans Irmsch.
52. Begonia discreta Craib
53. Begonia divaricata Irmsch.
54. Begonia divergens Kiew & S. Julia
55. Begonia diversistipulata Irmsch.
56. Begonia diwolii Kiew
57. Begonia djamuensis Irmsch.
58. Begonia dodsonii L. B. Sm. & Wassh.
59. Begonia dolichobracteata Girm.
60. Begonia dolichocarpa Girm.
61. Begonia dolichotricha Merr.
62. Begonia doloisii Rimi
63. Begonia domingensis A. DC.
64. Begonia dosedlae Gilli
65. Begonia dracopelta Ardi
66. Begonia dregei Otto & A. Dietr.
67. Begonia dressleri Burt-Utley
68. Begonia droopiae Ardi
69. Begonia droseroides C. I Peng, Rubite & C. W. Lin
70. Begonia dryadis Irmsch.
71. Begonia duclouxii Gagnep.
72. Begonia dugandiana L. B. Sm. & B. G. Schub.
73. Begonia duhungensis Girm.
74. Begonia duncan-thomasii Sosef
75. Begonia duruisseaui Scherber.
76. Begonia dux C. B. Clarke

### E
1. Begonia eberhardtii Gagnep.
2. Begonia ebolowensis Engl.
3. Begonia echinosepala Regel
4. Begonia eciliata O. E. Schulz
5. Begonia edanoi Merr.
6. Begonia edgariana S. Julia & Kiew
7. Begonia edulis H. Lév.
8. Begonia egamii D. Borah, Taram & M. Hughes
9. Begonia egregia N. E. Br.
10. Begonia ehuangzhangensis Q. L. Ding, W. Y. Zhao & W. B. Liao
11. Begonia eiromischa Ridl.
12. Begonia elachista Moonlight & Tebbitt
13. Begonia elaeagnifolia Hook. fil.
14. Begonia elatostematoides Merr.
15. Begonia elatostemma Ridl.
16. Begonia elatostemmoides Hook. fil.
17. Begonia elianeae Gregório & J. A. S. Costa
18. Begonia eliasii Warb.
19. Begonia elisabethae Kiew
20. Begonia elmeri Merr.
21. Begonia elnidoensis C. I Peng, Rubite & C. W. Lin
22. Begonia embera Jara & D. Franco
23. Begonia emeiensis C. M. Hu
24. Begonia eminii Warb.
25. Begonia engleri Gilg
26. Begonia enoplocampa D. C. Thomas & Ardi
27. Begonia epibaterium Mart. ex A. DC.
28. Begonia epipsila Brade
29. Begonia erecta Vell.
30. Begonia erectocarpa H. Q. Nguyen, Y. M. Shui & W. H. Chen
31. Begonia erectocaulis Sosef
32. Begonia erectotricha Sosef
33. Begonia erminea L'Hér.
34. Begonia erodiifolia Sands
35. Begonia erythrobracteata M.D.Miranda & E.L.Jacques
36. Begonia erythrofolia Lei Cai, D. M. He & W. G. Wang
37. Begonia erythrogyna Sands
38. Begonia erythrothrix Tebbitt & Moonlight
39. Begonia esculenta Merr.
40. Begonia espiritosantensis E.L.Jacques & Mamede
41. Begonia estrellensis C.DC.
42. Begonia euryphylla L. B.Sm. ex S.F.Sm. & Wassh.
43. Begonia eutricha Sands
44. Begonia everettii Merr.
45. Begonia exalata C. DC.
46. Begonia exigua Irmsch.
47. Begonia exilis O. E. Schulz
48. Begonia exposita Phutthai & M. Hughes
49. Begonia extensa L. B. Sm. & B. G. Schub.
50. Begonia extranea L. B. Sm. & B. G. Schub.

### F
1. Begonia fagifolia Fisch.
2. Begonia fagopyrofolia W. H. Chen & Y. M. Shui
3. Begonia fairchildii Ardi & D. C. Thomas
4. Begonia falcifolia Hook. fil.
5. Begonia falciloba Liebm.
6. Begonia fangii Y. M. Shui & C. I Peng
7. Begonia fasciculata Jack
8. Begonia fasciculiflora Merr.
9. Begonia faustinoi Burt-Utley & Utley
10. Begonia felis C. W. Lin & C. I Peng
11. Begonia fellerereana Irmsch.
12. Begonia fenicis Merr.
13. Begonia fenshuilingensis X.X.Feng, R.K.Li & Z.X.Liu
14. Begonia fernaldiana L. B. Sm. & B. G. Schub.
15. Begonia fernando-costae Irmsch.
16. Begonia ferox C. I Peng & Yan Liu
17. Begonia ferramica N. Hallé
18. Begonia ferruginea L. fil.
19. Begonia festiva Craib
20. Begonia fibrosa C. B. Clarke
21. Begonia fiebrigii C. DC.
22. Begonia filibracteosa Irmsch.
23. Begonia filiformis Irmsch.
24. Begonia fimbriata Liebm.
25. Begonia fimbribracteata Y. M. Shui & W. H. Chen
26. Begonia fimbristipula Hance
27. Begonia fimbritepala E. L. Jacques
28. Begonia fischeri Schrank
29. Begonia fissicarpa Irmsch.
30. Begonia fissistyla Irmsch.
31. Begonia flacca Irmsch.
32. Begonia flaccidissima Kurz
33. Begonia flagellaris H. Hara
34. Begonia flammea Rimi
35. Begonia flaviflora H. Hara
36. Begonia flavovirens Kiew & S. Julia
37. Begonia flexicaulis Ridl.
38. Begonia flexula Ridl.
39. Begonia floccifera Bedd.
40. Begonia fluminensis Brade
41. Begonia fluvialis M. Hughes
42. Begonia foliosa Kunth
43. Begonia forbesii King
44. Begonia fordii Irmsch.
45. Begonia forgetiana Hemsl.
46. Begonia formosana (Hayata) Masam.
47. Begonia formosissima Sandwith
48. Begonia forrestii Irmsch.
49. Begonia fortunensis Burt-Utley & Utley
50. Begonia foveolata Irmsch.
51. Begonia foxworthyi Burkill ex Ridl.
52. Begonia fractalifolia H. P. Wilson & Jimbo
53. Begonia fractiflexa S. Julia & Kiew
54. Begonia fragae L. Kollmann & Peixoto
55. Begonia francisabuidii Dela Cruz, S. R. Concepcion & Y. P. Ang
56. Begonia francoisii Guillaumin
57. Begonia fraseri Kiew
58. Begonia friburgensis Brade
59. Begonia fritschiana Amoroso & Rubite
60. Begonia froebelii A. DC.
61. Begonia fruticella Ridl.
62. Begonia fruticosa (Klotzsch) A. DC.
63. Begonia fuchsiiflora (A. DC.) A. I. Baranov & F. A. Barkley
64. Begonia fuchsioides Hook.
65. Begonia fulgurata C. I Peng, C. W. Lin & Phutthai
66. Begonia fulvosetulosa Brade
67. Begonia fulvovillosa Warb.
68. Begonia furfuracea Hook.
69. Begonia fusca Liebm.
70. Begonia fuscisetosa Sands
71. Begonia fuscocaulis Brade
72. Begonia fusialata Warb.
73. Begonia fusibulba C. DC.
74. Begonia fusicarpa Irmsch.

### G
1. Begonia gabaldonensis Rubite, C. I Peng & C. W. Lin
2. Begonia gabonensis J. J. de Wilde
3. Begonia gagnepainiana Irmsch.
4. Begonia galaxia C. W. Lin
5. Begonia galea Moonlight & A. Fuentes
6. Begonia galeanoae Jara
7. Begonia galeolepis Ardi & D. C. Thomas
8. Begonia gambutensis Ardi & D. C. Thomas
9. Begonia gamolepis L. B. Sm. & B. G. Schub.
10. Begonia gampura Mazo & Rubite
11. Begonia garagarana C. DC.
12. Begonia gardneri A. DC.
13. Begonia garrettii Craib
14. Begonia garuvae L. B. Sm. & R. C. Sm.
15. Begonia gehrtii Irmsch.
16. Begonia gelasensis Rimi & Kinahim
17. Begonia gemella Warb. ex L. B. Sm. & Wassh.
18. Begonia geminiflora L. B. Sm. & Wassh.
19. Begonia gemmipara Hook. fil. & Thomson
20. Begonia gentilii De Wild.
21. Begonia gentryi Burt-Utley & Utley
22. Begonia geoffrayi Gagnep.
23. Begonia georgei Coyle
24. Begonia geraniifolia Hook.
25. Begonia geranioides Hook. fil.
26. Begonia germaineana Tebbitt
27. Begonia gesneriifolia Aver.
28. Begonia gesnerioides L. B. Sm. & B. G. Schub.
29. Begonia gibbsiae Irmsch. ex Sands
30. Begonia gigabracteata Hong Z. Li & H. Ma
31. Begonia giganticaulis D. K. Tian & W. G. Wang
32. Begonia gilgiana Irmsch.
33. Begonia gironellae C. I Peng, Rubite & C. W. Lin
34. Begonia gitingensis Elmer
35. Begonia glaberrima Urb. & Ekman
36. Begonia glabra Aubl.
37. Begonia glabricaulis Irmsch.
38. Begonia glabritepala Souvann. & Lanors.
39. Begonia glandulifera Griseb.
40. Begonia glandulosa A. DC. ex Hook.
41. Begonia glauca (Klotzsch) Ruiz & Pav. ex A. DC.
42. Begonia glaucoides Irmsch.
43. Begonia glechomifolia C. M. Hu
44. Begonia glutinosa Kiew
45. Begonia goegoensis N. E. Br.
46. Begonia goldingiana L. Kollmann & A. P. Fontana
47. Begonia gomantongensis Kiew
48. Begonia goniotis C. B. Clarke
49. Begonia gorgonea Tebbitt
50. Begonia gossweileri Irmsch.
51. Begonia goudotii A. DC.
52. Begonia gracilicyma Irmsch. ex M. Hughes
53. Begonia gracilifolia Y. M. Shui, Nuraliev & Aver.
54. Begonia gracilioides Burt-Utley & Utley
55. Begonia gracilior Burt-Utley & Mc Vaugh
56. Begonia gracilipes Merr.
57. Begonia gracilis Kunth
58. Begonia grandis Dryand.
59. Begonia grantiana Craib
60. Begonia griffithiana (A. DC.) Warb.
61. Begonia grisea A. DC.
62. Begonia groenewegensis K. Koch & Fintelm.
63. Begonia guaduensis Kunth
64. Begonia guangdongensis W. H. Tu, B. M. Wang & Y. L. Li
65. Begonia guangxiensis C. Y. Wu
66. Begonia guaniana H. Ma & Hong Z. Li
67. Begonia gueritziana Gibbs
68. Begonia guishanensis S. H. Huang & Y. M. Shui
69. Begonia guixiensis Yan Liu, S. M. Ku & C. I Peng
70. Begonia gulinquingensis S. H. Huang & Y. M. Shui
71. Begonia gulongshanensis Y. M. Shui & W. H. Chen
72. Begonia gungshanensis C. Y. Wu
73. Begonia gusilii Rimi
74. Begonia gutierrezii Coyle
75. Begonia guttapila D. C. Thomas & Ardi

### H
1. Begonia haageana W. Watson
2. Begonia hahiepiana H. Q. Nguyen & Tebbitt
3. Begonia hainanensis Chun & F. Chun
4. Begonia halabanensis M. Hughes
5. Begonia halconensis Merr.
6. Begonia hammoniae Irmsch.
7. Begonia handelii Irmsch.
8. Begonia handibadaganathensis Aitawade, Bachulkar & S.R.Yadav
9. Begonia handroi Brade
10. Begonia harauensis Girm.
11. Begonia harimalalae Scherber. & Duruiss.
12. Begonia harlingii L. B. Sm. & Wassh.
13. Begonia harmandii Gagnep.
14. Begonia hasskarliana (Miq.) Miq. ex A. DC.
15. Begonia hatacoa Buch.-Ham.
16. Begonia havilandii Ridl.
17. Begonia hayamiana Nob. Tanaka
18. Begonia hayatae Gagnep.
19. Begonia hekensis D. C. Thomas
20. Begonia hekouensis S. H. Huang
21. Begonia heliantha Tebbitt
22. Begonia heliostrophe Kiew
23. Begonia hemicardia Elmer ex Rubite
24. Begonia hemsleyana Hook. fil.
25. Begonia henrilaportei Scherber. & Duruiss.
26. Begonia henryi Hemsl.
27. Begonia heracleifolia Cham. & Schltdl.
28. Begonia herbacea Vell.
29. Begonia heringeri Brade
30. Begonia hernandioides Merr.
31. Begonia herrerae L. B. Sm. & B. G. Schub.
32. Begonia herveyana King
33. Begonia heterocantha Souvann. & Lanors.
34. Begonia heterochroma Sosef
35. Begonia heteroclinis Miq. ex Koord.
36. Begonia heteropoda Baker
37. Begonia hexandra Irmsch.
38. Begonia hexaptera Sands
39. Begonia heydei C. DC.
40. Begonia hidirii Tawan, Ipor & Meekiong
41. Begonia hijauvenia Girm., Ardi & M. Hughes
42. Begonia hilariana A. DC.
43. Begonia hinnamnoensis Souvann. & Lanors.
44. Begonia hintoniana L. B. Sm. & B. G. Schub.
45. Begonia hirsuta Aubl.
46. Begonia hirsuticarpa C. W. Lin & C. I Peng
47. Begonia hirsuticaulis Irmsch.
48. Begonia hirsutula Hook. fil.
49. Begonia hirta (Klotzsch) L. B. Sm. & B. G. Schub.
50. Begonia hirtella Link
51. Begonia hirtitepala S. Julia & Kiew
52. Begonia hispida Schott ex A. DC.
53. Begonia hispidavillosa Ziesenh.
54. Begonia hispidissima Zipp. ex Koord.
55. Begonia hitchcockii Irmsch.
56. Begonia hochbaumii E. Otto
57. Begonia hoehneana Irmsch.
58. Begonia hohuanensis S. S. Ying
59. Begonia holmnielseniana L. B. Sm. & Wassh.
60. Begonia holosericea (Teijsm. & Binn.) Teijsm. & Binn.
61. Begonia holosericeoides Ardi & D. C. Thomas
62. Begonia holostyla Y. M. Shui & W. H. Chen
63. Begonia holtonis A. DC.
64. Begonia holttumii Irmsch.
65. Begonia homonyma Steud.
66. Begonia hondurensis Burt-Utley & Utley
67. Begonia hongiaoensis C. W. Lin, T. C. Hsu & Luu
68. Begonia hongkongensis F. W. Xing
69. Begonia hookeriana Gardner
70. Begonia hooveriana Wiriad.
71. Begonia horsfieldii Miq. ex A. DC.
72. Begonia horticola Irmsch.
73. Begonia hosensis C. W. Lin & C. I Peng
74. Begonia howii Merr. & Chun
75. Begonia huancabambae Moonlight
76. Begonia huangii Y. M. Shui & W. H. Chen
77. Begonia hubertii Ziesenh.
78. Begonia huegelii (Klotzsch) A. DC.
79. Begonia hughesii Rubite & C. I Peng
80. Begonia hullettii Ridl.
81. Begonia humbertii Keraudren
82. Begonia humboldtiana Gibbs
83. Begonia humericola Sands
84. Begonia humifusa S. Julia & Kiew
85. Begonia humilicaulis Irmsch.
86. Begonia humilis Aiton
87. Begonia humillima L. B. Sm. & Wassh.
88. Begonia hydrocotylifolia Otto ex Hook.
89. Begonia hydrophylloides L. B. Sm. & B. G. Schub.
90. Begonia hymenocarpa C. Y. Wu
91. Begonia hymenophylla Gagnep.
92. Begonia hymenophylloides F. K. Ward ex L. B. Sm. & Wassh.
93. Begonia hypoleuca Y. H. Tan & H. B. Ding

### I
1. Begonia ibitiocensis E. L. Jacques & Mamede
2. Begonia ignea (Klotzsch) Warsz.
3. Begonia ignita C. W. Lin & C. I Peng
4. Begonia ignorata Irmsch.
5. Begonia ignota C. Y. Ling & Kiew
6. Begonia imbrexiformis Moonlight
7. Begonia imbricata Sands
8. Begonia imitans Irmsch.
9. Begonia imperfecta Irmsch.
10. Begonia imperialis Lem.
11. Begonia incarnata Link & Otto
12. Begonia incerta Craib
13. Begonia incisa A. DC.
14. Begonia incisoserrata (Klotzsch) A. DC.
15. Begonia incompta Kiew
16. Begonia incondita Craib
17. Begonia incudiformicarpa Ardi & D. C. Thomas
18. Begonia inculta Irmsch.
19. Begonia inggitiae Ardi & Girm.
20. Begonia inobongensis Kiew
21. Begonia inopinata Guanih
22. Begonia inostegia Stapf
23. Begonia inostegioides Chong
24. Begonia insolita C. Y. Ling & S. Julia
25. Begonia insueta D. C. Thomas & Ardi
26. Begonia insularis Brade
27. Begonia insularum Irmsch.
28. Begonia integerrima Spreng.
29. Begonia integrifolia Dalzell
30. Begonia inumbrata E. L. Jacques
31. Begonia inversa Irmsch.
32. Begonia involucrata Liebm.
33. Begonia ionophylla Irmsch.
34. Begonia iridescens Dunn
35. Begonia iridifolia C. W. Lin & C. I Peng
36. Begonia irmscheri L. B. Sm. & B. G. Schub.
37. Begonia isabelensis Quisumb. & Merr.
38. Begonia isalensis Humbert ex Keraudren & M. Bosser
39. Begonia iskandariana Ardi & D. C. Thomas
40. Begonia isoptera Dryand.
41. Begonia isopterocarpa Irmsch.
42. Begonia isopteroidea King
43. Begonia itaguassuensis Brade
44. Begonia itaipeensis E. L. Jacques
45. Begonia itatiaiensis Brade
46. Begonia itatinensis Irmsch. ex Brade
47. Begonia itingae E. L. Jacques
48. Begonia itupavensis Brade
49. Begonia iucunda Irmsch.

### J
1. Begonia jackiana M. Hughes
2. Begonia jagorii Warb.
3. Begonia jaguarensis L. Kollmann, R. S. Lopes & Peixoto
4. Begonia jaliscana Burt-Utley
5. Begonia jamaicensis A. DC.
6. Begonia jamilahana Y. W. Low, Joffre & Ariffin
7. Begonia jamilahanuana S. Julia
8. Begonia jamiliana Rimi
9. Begonia jaranpusangensis Girm.
10. Begonia jarmilae Halda
11. Begonia jayaensis Kiew
12. Begonia jenginensis S. Julia & Kiew
13. Begonia jenmanii Tutin
14. Begonia jiewhoei Kiew
15. Begonia jingxiensis D. Fang & Y. G. Wei
16. Begonia jinyunensis C. I Peng, Bo Ding & Qian Wang
17. Begonia jocelinoi Brade
18. Begonia joffrei S. Julia
19. Begonia johariana S. Julia & C. Y. Ling
20. Begonia johnstoni Oliv. ex Hook. fil.
21. Begonia johntanii Ardi & D. C. Thomas
22. Begonia jokwaniana C. Y. Ling & S. Julia
23. Begonia josephi A. DC.
24. Begonia joshii Moonlight
25. Begonia jubar V. T. Pham & C. W. Lin
26. Begonia jugamensis S. Julia & Kiew
27. Begonia julaihiana S. Julia & C. Y. Ling
28. Begonia juliana Loefgr. ex Irmsch.
29. Begonia juliasangii Kiew
30. Begonia juninensis Irmsch.
31. Begonia juntasensis Kuntze
32. Begonia jureiensis S. J. Gomes da Silva & Mamede

### K
1. Begonia kabaenensis D. C. Thomas & Ardi
2. Begonia kachak K. G. Pearce
3. Begonia kachinensis Nob. Tanaka
4. Begonia kalabenonensis Humbert ex Keraudren & M. Bosser
5. Begonia kalbreyeri (Oliv.) L. B. Sm. & B. G. Schub.
6. Begonia kanaensis Kiew & C. Y. Ling
7. Begonia kanburiensis Phutthai
8. Begonia kaniensis Irmsch.
9. Begonia kapuashuluensis Randi & Ardi
10. Begonia karangputihensis Girm.
11. Begonia karperi J. C. Arends
12. Begonia kasutensis K. G. Pearce
13. Begonia kayinensis M. B. Maw & Y. H. Tan
14. Begonia kebuhoensis S. Julia & C. Y. Ling
15. Begonia keeana Kiew
16. Begonia keithii Kiew
17. Begonia kekarmonyingensis Taram, D. Borah & M. Hughes
18. Begonia kelliana Irmsch.
19. Begonia kemiriensis Girm. & M. Hughes
20. Begonia kemumuensis M. Hughes
21. Begonia keniensis Gilg
22. Begonia kenworthyae Ziesenh.
23. Begonia keraudreniae Bosser
24. Begonia kerstingii Irmsch.
25. Begonia khammouanensis Souvann. & Lamxay
26. Begonia khaophanomensis Phutthai & M. Hughes
27. Begonia khasiana C. B. Clarke
28. Begonia khaucaensis Luu & C. W. Lin
29. Begonia kiamfeei Kiew & S. Julia
30. Begonia kibambanganensis Guanih & Chong
31. Begonia killipiana L. B. Sm. & B. G. Schub.
32. Begonia kimlongii V. C. Nguyen, T. S. Hoang & C. W. Lin
33. Begonia kinabaluensis Sands
34. Begonia kinahimiae Rimi
35. Begonia kingdon-wardii Tebbitt
36. Begonia kingiana Irmsch.
37. Begonia kinhoi Ardi & D. C. Thomas
38. Begonia kipandiensis S. Julia
39. Begonia kisuluana Büttner
40. Begonia klemmei Merr.
41. Begonia klossii Ridl.
42. Begonia knoopii Ziesenh.
43. Begonia koelzii R. Camfield
44. Begonia koksunii Kiew
45. Begonia komoensis Irmsch.
46. Begonia konderreisiana L. B. Sm. & R. C. Sm.
47. Begonia koordersii Warb. ex L. B. Sm. & Wassh.
48. Begonia korthalsiana Miq. ex M. Hughes
49. Begonia kortsiae Ziesenh.
50. Begonia krystofii Halda
51. Begonia kuchingensis C. W. Lin & C. I Peng
52. Begonia kudoensis Girm.
53. Begonia kuhlmannii Brade
54. Begonia kui C. I Peng
55. Begonia kumangiana S. Julia & C. Y. Ling
56. Begonia kunthiana Walp.
57. Begonia kurakura Tawan, Ipor & Meekiong

### L
1. Begonia labengkiensis Ardi & D. C. Thomas
2. Begonia labiensis (Sands) S. Julia
3. Begonia labordei H. Lév.
4. Begonia laccophora Sands
5. Begonia lacera Merr.
6. Begonia lacerata Irmsch.
7. Begonia lachaoensis Ziesenh.
8. Begonia lacunosa Warb.
9. Begonia laevis Ridl.
10. Begonia lagunensis Elmer
11. Begonia lailana Kiew & Geri
12. Begonia lambii Kiew
13. Begonia lambirensis Kiew & S. Julia
14. Begonia lamdongiana C. W. Lin, T. C. Hsu & Luu
15. Begonia laminariae Irmsch.
16. Begonia lamolina Moonlight
17. Begonia lamriana Rimi
18. Begonia lamxayana Souvann.
19. Begonia lancangensis S. H. Huang
20. Begonia lanceolata Vell.
21. Begonia lancifolia Merr.
22. Begonia lancilimba Merr.
23. Begonia langbianensis Baker fil.
24. Begonia langenbergiana L. Kollmann
25. Begonia langsonensis C. I Peng & C. W. Lin
26. Begonia lansatensis Kiew & S. Julia
27. Begonia lanstyakii Brade
28. Begonia lanternaria Irmsch.
29. Begonia lanuzaensis F.A.Blasco, Rubite, J.C.Cortes & Alejandro
30. Begonia lanxangensis Souvann. & Aver.
31. Begonia laotica Y. H. Tan & H. B. Ding
32. Begonia laporteifolia Warb.
33. Begonia larorum L. B. Sm. & Wassh.
34. Begonia laruei M. Hughes
35. Begonia larvata C. I Peng, Yan Liu & W. B. Xu
36. Begonia lasioura D. C. Thomas & Ardi
37. Begonia latibracteata Y.H.Tan, M.B.Maw & H.B.Ding
38. Begonia latifolia S. Julia & C. Y. Ling
39. Begonia latistipula Merr.
40. Begonia lauterbachii Warb.
41. Begonia lawii C. W. Lin & C. I Peng
42. Begonia laxa L. B. Sm. & B. G. Schub.
43. Begonia layang-layang Kiew
44. Begonia lazat Kiew & Reza Azmi
45. Begonia leali Brade
46. Begonia leandrii Humbert ex Keraudren & M. Bosser
47. Begonia leathermaniae O'Reilly & Kareg.
48. Begonia lecongkietii N. S. Lý & M. Hughes
49. Begonia ledermannii Irmsch.
50. Begonia lehmannii (Irmsch.) L. B. Sm. & B. G. Schub.
51. Begonia leipingensis D. K. Tian, Li H. Yang & Chun Li
52. Begonia leivae J. Sierra
53. Begonia lempuyangensis Girm.
54. Begonia lemurica Keraudren
55. Begonia lengguanii Kiew
56. Begonia leopoldinensis L. Kollmann
57. Begonia lepida Blume
58. Begonia lepidella Ridl.
59. Begonia leprosa Hance
60. Begonia leptantha C. B. Rob.
61. Begonia leptoptera H. Hara
62. Begonia leptostyla Irmsch.
63. Begonia letestui de Lange & Bouman ex J. J. de Wilde
64. Begonia letouzeyi Sosef
65. Begonia leucochlora Sands
66. Begonia leuconeura Urb. & Ekman
67. Begonia leucosticta Warb.
68. Begonia leucotricha Sands
69. Begonia leuserensis M. Hughes
70. Begonia libanensis Urb.
71. Begonia libera (L.B.Sm. & B.G.Schub.) L.B.Sm. & B.G.Schub.
72. Begonia lichenora C. W. Lin & C. I Peng
73. Begonia liesneri Burt-Utley & Utley
74. Begonia lignescens C. V. Morton
75. Begonia lilliputana M. Hughes
76. Begonia limprichtii Irmsch.
77. Begonia linauensis S. Julia
78. Begonia lindleyana Walp.
79. Begonia lindmanii Brade
80. Begonia linearifolia J. Sierra
81. Begonia lineolata Brade
82. Begonia lingiae S. Julia
83. Begonia lipolepis L. B. Sm.
84. Begonia listada L. B. Sm. & Wassh.
85. Begonia lithophila C. Y. Wu
86. Begonia littleri Merr.
87. Begonia littoralis M. D. Miranda & E. L. Jacques
88. Begonia liuyanii C. I Peng, S. M. Ku & W. C. Leong
89. Begonia lobbii (Hassk.) A. DC.
90. Begonia locbaosangii D.D.Nguyen & C.W.Lin
91. Begonia locii C. I Peng, C. W. Lin & H. Q. Nguyen
92. Begonia loheri Merr.
93. Begonia lombokensis Girm.
94. Begonia lomensis Britton & P. Wilson
95. Begonia longanensis C. Y. Wu
96. Begonia longgangensis C. I Peng & Yan Liu
97. Begonia longialata K. Y. Guan & D. K. Tian
98. Begonia longibarbata Brade
99. Begonia longibractea Merr.
100. Begonia longicarpa K. Y. Guan & D. K. Tian
101. Begonia longicaulis Ridl.
102. Begonia longiciliata C. Y. Wu
103. Begonia longifolia Blume
104. Begonia longinoda Merr.
105. Begonia longinqua Moonlight
106. Begonia longiornithophylla C. I Peng, W. B. Xu & Yan Liu
107. Begonia longipedunculata Golding & Kareg.
108. Begonia longipetiolata Gilg
109. Begonia longirostris Benth.
110. Begonia longiscapa Warb.
111. Begonia longiseta Irmsch.
112. Begonia longistipula Merr.
113. Begonia longistyla Y. M. Shui & W. H. Chen
114. Begonia longitepala Moonlight
115. Begonia longlingensis Y. H. Tan & H. B. Ding
116. Begonia longovillosa A. DC.
117. Begonia lopensis Gilg
118. Begonia lophoptera Rolfe
119. Begonia lophura T. S. Hoang & C. W. Lin
120. Begonia loranthoides Hook. fil.
121. Begonia lorentzonii Wahlsteen & D. Borah
122. Begonia lorenzii E. L. Jacques
123. Begonia lossiae L. Kollmann
124. Begonia louis-williamsii Burt-Utley
125. Begonia lowiana King
126. Begonia ltahensis Girm.
127. Begonia lubbersii É. Morren
128. Begonia lucidissima Golding & Kareg.
129. Begonia lucifuga Irmsch.
130. Begonia lucychongiana Kiew & S. Julia
131. Begonia ludicra A. DC.
132. Begonia ludwigii Irmsch.
133. Begonia lugonis L. B. Sm. & Wassh.
134. Begonia lugrae Ardhaka & Undaharta
135. Begonia lui S. M. Ku, C. I Peng & Yan Liu
136. Begonia lukuana Y. C. Liu & C. H. Ou
137. Begonia lunatistyla Irmsch.
138. Begonia luochengensis S. M. Ku, C. I Peng & Yan Liu
139. Begonia lushaiensis C. E. C. Fisch.
140. Begonia lutea L. B. Sm. & B. G. Schub.
141. Begonia luteyorum (L. B. Sm. & Wassh.) Jara
142. Begonia luxurians Scheidw.
143. Begonia luzhaiensis T. C. Ku
144. Begonia luzonensis Warb.
145. Begonia lyallii A. DC.
146. Begonia lyman-smithii Burt-Utley & Utley
147. Begonia lyniceorum Burt-Utley

### M
1. Begonia mabberleyana D. C. Thomas & Ardi
2. Begonia macduffieana L. B. Sm. & B. G. Schub.
3. Begonia macgregorii Merr.
4. Begonia machrisiana L. B. Sm. & B. G. Schub.
5. Begonia macintyreana M. Hughes
6. Begonia macra A. DC.
7. Begonia macrocarpa Warb.
8. Begonia macrotoma Irmsch.
9. Begonia maculata Raddi
10. Begonia maculifolia Y. M. Shui, Nuraliev & Aver.
11. Begonia macvaughii Burt-Utley & Utley
12. Begonia madaiensis Kiew
13. Begonia madecassa Keraudren
14. Begonia madulidii Rubite, C. I Peng & C. W. Lin
15. Begonia maestrensis Urb.
16. Begonia magdalenae L. B. Sm. & B. G. Schub.
17. Begonia magdalenensis Brade
18. Begonia magentifolia Kiew & S. Julia
19. Begonia magnicarpa C. W. Lin & C. I Peng
20. Begonia maguniana H. P. Wilson
21. Begonia majungaensis Guillaumin
22. Begonia makrinii C.V.Morton ex Burt-Utley & Utley
23. Begonia makuruyot M.G.Rule, Y.P.Ang, Rubite, Docot, R.A.Bustam. & A.S.Rob.
24. Begonia malabarica Lam.
25. Begonia malachosticta Sands
26. Begonia malindangensis Merr.
27. Begonia malipoensis S. H. Huang & Y. M. Shui
28. Begonia malmquistiana Irmsch.
29. Begonia mamapachensis Jara
30. Begonia mamedeana E. L. Jacques & Gomes da Silva
31. Begonia mamutensis Sands
32. Begonia mananjebensis Humbert
33. Begonia mangdenensis T. S. Hoang & C. W. Lin
34. Begonia mangorensis Humbert
35. Begonia manhaoensis S. H. Huang & Y. M. Shui
36. Begonia manicata Brongn.
37. Begonia manillensis A. DC.
38. Begonia mannii Hook. fil.
39. Begonia manuselaensis Ardhaka & Ardi
40. Begonia maracayuensis Parodi
41. Begonia margaretiana Handro ex L. Kollmann
42. Begonia mariachristinae Wahlsteen
43. Begonia mariae L. B. Sm.
44. Begonia mariaensis Rimi & Simun
45. Begonia mariannensis Wassh. & Mc Clellan
46. Begonia marinae Tebbitt
47. Begonia mariti Burt-Utley
48. Begonia markiana Taram, Wahlsteen & D. Borah
49. Begonia marnieri Keraudren
50. Begonia marojejyensis Humbert
51. Begonia martabanica A. DC.
52. Begonia martinezii Burt-Utley & Utley
53. Begonia masarangensis Irmsch.
54. Begonia masilig J. Collantes, Dela Cruz & Y. P. Ang
55. Begonia masoalaensis M. Hughes
56. Begonia masoniana Irmsch.
57. Begonia matangensis S. Julia & Kiew
58. Begonia matarombeoensis D. C. Thomas & Ardi
59. Begonia matogrossensis L. B. Sm. ex S. F. Sm. & Wassh.
60. Begonia mattampensis Ardi & D. C. Thomas
61. Begonia mattos-silvae L. B. Sm. ex S. F. Sm. & Wassh.
62. Begonia matudae Burt-Utley & Utley
63. Begonia maurandiae A. DC.
64. Begonia maxwelliana King
65. Begonia maynensis A. DC.
66. Begonia mazae Ziesenh.
67. Begonia mbangaensis Sosef
68. Begonia mcphersonii Burt-Utley & Utley
69. Begonia mearnsii Merr.
70. Begonia medeirosii Funez & J. C. Jaramillo
71. Begonia media Merr. & L. M. Perry
72. Begonia medicinalis Ardi & D. C. Thomas
73. Begonia medogensis Jian W. Li, Y. H. Tan & X. H. Jin
74. Begonia megacarpa Merr.
75. Begonia megalantha Merr.
76. Begonia megalophyllaria C. Y. Wu
77. Begonia megaptera A. DC.
78. Begonia mekonggensis Girm. & Wiriad.
79. Begonia melanobullata C. I Peng & C. W. Lin
80. Begonia melanosticta Chong & Guanih
81. Begonia melikopia Kiew
82. Begonia melinauensis S. Julia & Kiew
83. Begonia menchunaensis P. Gyeltshen & M. Hughes
84. Begonia mendumae M. Hughes
85. Begonia mengdongensis H. H. Xi
86. Begonia menglianensis Y. Y. Qian
87. Begonia mengtzeana Irmsch.
88. Begonia mentawaiensis Girm.
89. Begonia mentewangensis Girm.
90. Begonia mentiens S. Julia & Kiew
91. Begonia meridensis A. DC.
92. Begonia meriraiensis S. Julia & Kiew
93. Begonia merrilliana C. I Peng, Rubite, C. W. Lin & K. F. Chung
94. Begonia merrittii Merr.
95. Begonia metallicolor C. W. Lin & C. I Peng
96. Begonia mexicana H. Karst. ex C. Chev.
97. Begonia meyeri-johannis Engl.
98. Begonia micheliniana L. Kollmann
99. Begonia michoacana L. B. Sm. & B. G. Schub.
100. Begonia micranthera Griseb.
101. Begonia microcarpa A. DC.
102. Begonia microinduta M. D. Miranda
103. Begonia microptera Hook. fil.
104. Begonia microsperma Warb.
105. Begonia mildbraedii Gilg
106. Begonia militaris L. B. Sm. & B. G. Schub.
107. Begonia mimikaensis Sands
108. Begonia mindanaensis Warb.
109. Begonia mindorensis Merr.
110. Begonia minhaniae T. S. Hoang & C. W. Lin
111. Begonia minicarpa H. Hara
112. Begonia minissima H. Q. Nguyen, Y. M. Shui & W. H. Chen
113. Begonia minjemensis Irmsch.
114. Begonia minor Jacq.
115. Begonia minuscula Aver.
116. Begonia minuta Sosef
117. Begonia minutiflora Sands
118. Begonia minutifolia N. Hallé
119. Begonia minutitepala S. Julia & Kiew
120. Begonia modestiflora Kurz
121. Begonia molinana Burt-Utley
122. Begonia molleri (C. DC.) Warb.
123. Begonia mollicaulis Irmsch.
124. Begonia mollis A. DC.
125. Begonia mollissima Y. M. Shui, H. Q. Nguyen & W. H. Chen
126. Begonia moluccana D. C. Thomas, Ardaka & Ardi
127. Begonia monadelpha (Klotzsch) Ruiz & Pav. ex A. DC.
128. Begonia monantha Warb.
129. Begonia moneta C. I Peng, Rimi & C. W. Lin
130. Begonia monicae Aymonin & Bosser
131. Begonia monophylla Pav. ex A. DC.
132. Begonia montana (A. DC.) Warb.
133. Begonia montaniformis C. I Peng, C. W. Lin & H. Q. Nguyen
134. Begonia monte-alenensis Sosef
135. Begonia montis-bismarckii Warb.
136. Begonia montis-elephantis J. J. de Wilde
137. Begonia mooreana (Irmsch.) L. L. Forrest & Hollingsw.
138. Begonia morelii Irmsch. ex Kareg.
139. Begonia morifolia T. T. Yu
140. Begonia morii Burt-Utley
141. Begonia morrisiorum Rekha Morris & P. D. Mc Millan
142. Begonia morsei Irmsch.
143. Begonia moszkowskii Irmsch.
144. Begonia motozintlensis Burt-Utley & Utley
145. Begonia moysesii Brade
146. Begonia mucronistipula C. DC.
147. Begonia mufidahkallae Ardaka & Ardi
148. Begonia multangula Blume
149. Begonia multibracteata Girm.
150. Begonia multidentata Warb.
151. Begonia multijugata M. Hughes
152. Begonia multinervia Liebm.
153. Begonia multistaminea Burt-Utley
154. Begonia muluensis C. Y. Ling & Kiew
155. Begonia muricata Blume
156. Begonia murina Craib
157. Begonia murlenensis N. Krishna & Pradeep
158. Begonia mursalaensis Girm., M. Hughes & Ardi
159. Begonia murudensis Merr.
160. Begonia murumensis S. Julia & C. Y. Ling
161. Begonia myanmarica C. I Peng & Y. D. Kim
162. Begonia mystacina L. B. Sm. & Wassh.
163. Begonia mysteriosa L. Kollmann & A. P. Fontana

### N
1. Begonia naemma Y. P. Ang, Aumentado & Magtoto
2. Begonia nagaensis Kiew & S. Julia
3. Begonia nahangensis Aver. & H. Q. Nguyen
4. Begonia namkadingensis C. J. Yang, Soulad. & Tagane
5. Begonia nana L'Hér.
6. Begonia nangunheensis Y. M. Shui & W. H. Chen
7. Begonia nantoensis M. J. Lai & N. J. Chung
8. Begonia napoensis L. B. Sm. & Wassh.
9. Begonia naraharii Hajong, N.Bhat & Bharali
10. Begonia natmataungensis Y. H. Tan, M. B. Maw & H. B. Ding
11. Begonia natunaensis C. W. Lin & C. I Peng
12. Begonia naumoniensis Irmsch.
13. Begonia neglecta A. DC.
14. Begonia negrosensis Elmer
15. Begonia nelumbiifolia Cham. & Schltdl.
16. Begonia nemoralis L. B. Sm. & B. G. Schub.
17. Begonia neocomensium A. DC.
18. Begonia neoharlingei L. B. Sm. & Wassh.
19. Begonia neoperrieri Humbert ex Aymonin & Bosser
20. Begonia neopurpurea L. B. Sm. & Wassh.
21. Begonia nepalensis (A. DC.) Warb.
22. Begonia nephrophylla Undaharta & Ardi
23. Begonia nevadensis Dorr
24. Begonia ngocbonii T. S. Hoang & C. W. Lin
25. Begonia niahensis K. G. Pearce
26. Begonia nigritarum (Kamel) Steud.
27. Begonia ningmingensis D. Fang, Y. G. Wei & C. I Peng
28. Begonia nivea Parish ex Kurz
29. Begonia nix C. W. Lin & C. I Peng
30. Begonia nobmanniae D. C. Thomas & Ardi
31. Begonia noraaunoriae Blasco, Tandang, Alejandro & Rubite
32. Begonia normaaguilariae M. D. Angeles, Rubite & Tandang
33. Begonia nossibea A. DC.
34. Begonia nosymangabensis Scherber. & Duruiss.
35. Begonia nothobaramensis Joffre
36. Begonia notiophila Urb.
37. Begonia novalombardiensis L. Kollmann
38. Begonia novogranatae A. DC.
39. Begonia novoguineensis Merr. & L. M. Perry
40. Begonia nubicola L. B. Sm. & B. G. Schub.
41. Begonia nuda Irmsch.
42. Begonia nummulariifolia Putz. ex Schltdl.
43. Begonia nunezii Moonlight
44. Begonia nurii Irmsch.
45. Begonia nuwakotensis S. Rajbh.
46. Begonia nyassensis Irmsch.

### O
1. Begonia oaxacana A. DC.
2. Begonia obdeltata Gregório & E. L. Jacques
3. Begonia oblanceolata Rusby
4. Begonia obliqua L.
5. Begonia obliquefolia S. H. Huang & Y. M. Shui
6. Begonia oblongata Merr.
7. Begonia oblongifolia Stapf
8. Begonia obovatistipula C. DC.
9. Begonia obovoidea Craib
10. Begonia obscura Brade
11. Begonia obscuribracteata Y. P. Ang, W. Caban. & M. N. Tamayo
12. Begonia obsolescens Irmsch.
13. Begonia obtecticaulis Irmsch.
14. Begonia obtusifolia Merr.
15. Begonia obversa C. B. Clarke
16. Begonia occhionii Brade
17. Begonia occulta C. W. Lin
18. Begonia occultata J.P.Allen & Moonlight
19. Begonia ocellata Ardi
20. Begonia octopetala L'Hér.
21. Begonia odeteiantha Handro
22. Begonia odorata Willd.
23. Begonia oellgaardii L. B. Sm. & Wassh.
24. Begonia olbia Kerch.
25. Begonia oleosa Jara
26. Begonia olganunezae Naive & Cababan
27. Begonia oligandra Merr. & L. M. Perry
28. Begonia oligantha Merr.
29. Begonia olivacea Ardi
30. Begonia oliveri L. B. Sm. & B. G. Schub.
31. Begonia olsoniae L. B. Sm. & B. G. Schub.
32. Begonia opaca C. W. Lin & C. I Peng
33. Begonia ophiogyna L. B. Sm. & B. G. Schub.
34. Begonia opuliflora Putz.
35. Begonia orbiculata Jack
36. Begonia orchidiflora Griff.
37. Begonia oreodoxa Chun & F. Chun
38. Begonia oreophila Kiew
39. Begonia organensis Brade
40. Begonia orifolia T. T. Yu
41. Begonia ornithocarpa Standl.
42. Begonia ornithophylla Irmsch.
43. Begonia ostulensis Mart. Gord. & M. F. Ramos
44. Begonia otophora Merr. & L. M. Perry
45. Begonia otophylla L. B. Sm. & B. G. Schub.
46. Begonia ovatifolia A. DC.
47. Begonia oxyanthera Warb.
48. Begonia oxyloba Welw. ex Hook. fil.
49. Begonia oxysperma A. DC.
50. Begonia oxyura Merr. & L. M. Perry
51. Begonia oyuniae Taram & N. Krishna
52. Begonia ozotothrix D. C. Thomas

### P
1. Begonia pachypoda L. Kollmann & Peixoto
2. Begonia pachyrhachis L. B. Sm. & Wassh.
3. Begonia padangensis Irmsch.
4. Begonia padawanensis C. W. Lin & C. I Peng
5. Begonia paganuccii Gregório & J. A. S. Costa
6. Begonia palawanensis Merr.
7. Begonia paleacea Kurz
8. Begonia paleata A. DC.
9. Begonia palemlemensis Calaramo, C. W. Lin & Rubite
10. Begonia palmata D. Don
11. Begonia palmeri S. Watson
12. Begonia panamensis Burt-Utley & Utley
13. Begonia panayensis Merr.
14. Begonia panchtharensis S. Rajbh.
15. Begonia paniculata Parodi
16. Begonia panjangfolia Girm., Ardi & M. Hughes
17. Begonia paoana Kiew & S. Julia
18. Begonia papuana Warb.
19. Begonia papulifolia S. Julia & C. Y. Ling
20. Begonia papyraptera Sands
21. Begonia paracauliflora Rimi, C. I Peng & S. M. Ku
22. Begonia paraguayensis Parodi
23. Begonia paranaensis Brade
24. Begonia parcifolia C. DC.
25. Begonia parilis Irmsch.
26. Begonia parishii C. B. Clarke
27. Begonia parodiana L. B. Sm. & B. G. Schub.
28. Begonia parva Merr.
29. Begonia parvibracteata X. X. Feng, R. K. Li & Z. X. Liu
30. Begonia parviflora Poepp. & Endl.
31. Begonia parvifolia Schott ex Spreng.
32. Begonia parviglandulosa Souvann. & Lanors.
33. Begonia parvilimba Merr.
34. Begonia parvistipulata Irmsch.
35. Begonia parvula H. Lév. & Vaniot
36. Begonia parvuliflora A. DC.
37. Begonia pasamanensis M. Hughes
38. Begonia pasighatensis D. Borah, Taram & Wahlsteen
39. Begonia pastoensis A. DC.
40. Begonia patar Randi
41. Begonia paucilobata C. Y. Wu
42. Begonia paulensis A. DC.
43. Begonia paupercula King
44. Begonia pavonina Ridl.
45. Begonia pax Jara & Zabala
46. Begonia payung S. Julia & Kiew
47. Begonia pearcei Hook. fil.
48. Begonia pectennervia L. B. Sm. & Wassh.
49. Begonia pedata Liebm.
50. Begonia pedatifida H. Lév.
51. Begonia pedemontana Moonlight
52. Begonia pediophylla Merr. & L. M. Perry
53. Begonia pedrabrancensis E. L. Jacques
54. Begonia pedunculosa Wall.
55. Begonia peekelii Irmsch.
56. Begonia peii C. Y. Wu
57. Begonia pelargoniiflora J. J. De Wilde & J. C. Arends
58. Begonia pellionioides Y. M. Shui & W. H. Chen
59. Begonia peltata Otto & A. Dietr.
60. Begonia peltatifolia H. L. Li
61. Begonia peltifolia Schott
62. Begonia peltigera Irmsch.
63. Begonia pendens H. Q. Nguyen, Y. M. Shui & W. H. Chen
64. Begonia pendula Ridl.
65. Begonia pendulina Girm. & M. Hughes
66. Begonia pengchingii Phutthai & M. Hughes
67. Begonia pengii S. M. Ku & Yan Liu
68. Begonia penrissenensis Kiew & S. Julia
69. Begonia pensilis L. B. Sm. & Wassh.
70. Begonia pentandra W. N. Takeuchi
71. Begonia pentaphragmifolia Ridl.
72. Begonia pentaphylla Walp.
73. Begonia peperomioides Hook. fil.
74. Begonia perakensis King
75. Begonia perdusenii Brade
76. Begonia peridoticola Rimi, C. I Peng & C. W. Lin
77. Begonia perijaensis Jara
78. Begonia pernambucensis Brade
79. Begonia perpusilla A. DC.
80. Begonia perrieri Bois
81. Begonia perryae L. B. Sm. & Wassh.
82. Begonia persistens Y. H. Tan, M. B. Maw & H. B. Ding
83. Begonia peruibensis Handro
84. Begonia perunggufolia M. Hughes & Girm.
85. Begonia peruviana A. DC.
86. Begonia petrensis C. Y. Ling & S. Julia
87. Begonia phamiana Kiew
88. Begonia phantasma Tebbitt
89. Begonia philodendroides Ziesenh.
90. Begonia phoeniogramma Ridl.
91. Begonia phouchomvoyensis Lanors., Lamxay & Souvann.
92. Begonia phrixophylla Blatt. & Mc Cann
93. Begonia phuthoensis H. Q. Nguyen
94. Begonia phutthaii M. Hughes
95. Begonia phycoduroides C. W. Lin
96. Begonia physandra Merr. & L. M. Perry
97. Begonia pickelii Irmsch.
98. Begonia picta Sm.
99. Begonia picturata Yan Liu, S. M. Ku & C. I Peng
100. Begonia pierrei Gagnep.
101. Begonia pilgeriana Irmsch.
102. Begonia pilosa Jack
103. Begonia pilosella Irmsch.
104. Begonia pinetorum A. DC.
105. Begonia pinglinensis C. I Peng
106. Begonia pinheironis L. B. Sm. ex S. F. Sm. & Wassh.
107. Begonia pinnatifida Merr. & L. M. Perry
108. Begonia piranga L. Kollmann & Gonella
109. Begonia piraquara E. L. Jacques
110. Begonia piresiana Handro
111. Begonia piring Kiew & S. Julia
112. Begonia pitopangii D. C. Thomas & Ardi
113. Begonia piurensis L. B. Sm. & B. G. Schub.
114. Begonia plantaginea L. B. Sm. & B. G. Schub.
115. Begonia platanifolia Schott
116. Begonia platycarpa Y. M. Shui & W. H. Chen
117. Begonia platyphylla Merr.
118. Begonia platyptera Urb.
119. Begonia plebeja Liebm.
120. Begonia pleioclada Irmsch.
121. Begonia pleiopetala A. DC.
122. Begonia plieranensis S. Julia & C. Y. Ling
123. Begonia plumieri Kunth
124. Begonia pluvialis L. B. Sm. ex S. F. Sm. & Wassh.
125. Begonia poculifera Hook. fil.
126. Begonia poilanei Kiew
127. Begonia polilloensis Tebbitt
128. Begonia polyandra Irmsch.
129. Begonia polyclada C. I Peng, C. W. Lin & Rubite
130. Begonia polygonata Liebm.
131. Begonia polygonifolia A. DC.
132. Begonia polygonoides Hook. fil.
133. Begonia polypetala A. DC.
134. Begonia polytricha C. Y. Wu
135. Begonia popenoei Standl.
136. Begonia porteri H. Lév. & Vaniot
137. Begonia portillana S. Watson
138. Begonia postarii Kiew
139. Begonia potamophila Gilg
140. Begonia praerupta Irmsch.
141. Begonia praetermissa Kiew
142. Begonia prasinimarginata S. Julia
143. Begonia preussii Warb.
144. Begonia prieurii A. DC.
145. Begonia princeae Gilg
146. Begonia princeps Hort. Berol. ex Klotzsch
147. Begonia pringlei S. Watson
148. Begonia prionophylla Irmsch.
149. Begonia prionota D. C. Thomas & Ardi
150. Begonia prismatocarpa Hook.
151. Begonia procridifolia Wall.
152. Begonia prolifera A. DC.
153. Begonia promethea Ridl.
154. Begonia propinqua Ridl.
155. Begonia pruinata (Klotzsch) A. DC.
156. Begonia pryeriana Ridl.
157. Begonia pseudobrandisiana Souvann. & Lanors.
158. Begonia pseudodaedalea P. D. Mc Millan & Rekha Morris
159. Begonia pseudodaxinensis S. M. Ku, Yan Liu & C. I Peng
160. Begonia pseudodendron Moonlight & Á. J. Pérez
161. Begonia pseudodryadis C. Y. Wu
162. Begonia pseudoedulis D. K. Tian, X. X. Feng & R. K. Li
163. Begonia pseudoglauca Irmsch.
164. Begonia pseudoheydei Y. M. Shui & W. H. Chen
165. Begonia pseudolateralis Warb.
166. Begonia pseudoleprosa C. I Peng, Yan Liu & S. M. Ku
167. Begonia pseudolubbersii Brade
168. Begonia pseudomaurandiae Tebbitt
169. Begonia pseudomuricata Girm.
170. Begonia pseudopeltata Burt-Utley & Utley
171. Begonia pseudopleiopetala Tebbitt
172. Begonia pseudoscottii Girm.
173. Begonia pseudosubperfoliata Phutthai & M. Hughes
174. Begonia pseudoviola Gilg
175. Begonia psilophylla Irmsch.
176. Begonia pteridiformis Phutthai
177. Begonia pteridoides Scherber. & Duruiss.
178. Begonia puberula Sosef
179. Begonia pubescens Ridl.
180. Begonia pudica L. B. Sm. & B. G. Schub.
181. Begonia puerensis W. G. Wang, X. D. Ma & J. Y. Shen
182. Begonia pulchella Raddi
183. Begonia pulcherrima Sosef
184. Begonia pulchra (Ridl.) L. L. Forrest & Hollingsw.
185. Begonia pulchrifolia D. K. Tian & Ce H. Li
186. Begonia pululahuana C. DC.
187. Begonia pulvinifera C. I Peng & Yan Liu
188. Begonia pumila Craib
189. Begonia pumilio Irmsch.
190. Begonia punbatuensis Kiew
191. Begonia punchak Kiew & S. Julia
192. Begonia purdieana A. DC.
193. Begonia purpusii Houghton ex Ziesenh.
194. Begonia puspitae Ardi
195. Begonia pustulata Liebm.
196. Begonia putii Craib
197. Begonia pycnantha Urb. & Ekman
198. Begonia pygmaea Irmsch.
199. Begonia pyrrha Ridl.

### Q
1. Begonia qingchengshanensis H.Z.Li, C.I Peng & C. W. Lin
2. Begonia quadrialata Warb.
3. Begonia quadripetiolata Aver. & H. Q. Nguyen
4. Begonia quaternata L. B. Sm. & B. G. Schub.
5. Begonia quercifolia A. DC.
6. Begonia quetamensis L. B. Sm. & B. G. Schub.
7. Begonia quinquealata C. I Peng, Rubite & C. W. Lin

### R
1. Begonia racemosa Jack
2. Begonia rachmatii Tebbitt
3. Begonia radicans Vell.
4. Begonia rafael-torresii Burt-Utley
5. Begonia rahajasoae Scherber.
6. Begonia raimondii Irmsch.
7. Begonia rajah Ridl. ex Ridl.
8. Begonia rambaiensis Kiew
9. Begonia rambutan Rimi
10. Begonia ramentacea Paxton
11. Begonia ramlanii Rimi & Handry
12. Begonia ramosii Merr.
13. Begonia ramosissima Kiew & S. Julia
14. Begonia ranaiensis Girm.
15. Begonia randaiensis Sasaki
16. Begonia randiana Merr. & L. M. Perry
17. Begonia ranoposoensis Saleh, Bandjolu & Ardi
18. Begonia rantemarioensis D. C. Thomas & Ardi
19. Begonia raoensis M. Hughes
20. Begonia ravenii C. I Peng & Y. K. Chen
21. Begonia razafinjohanyi Aymonin & Bosser
22. Begonia recurvata Girm. & M. Hughes
23. Begonia reflexisquamosa C. Y. Wu
24. Begonia reginula Kiew
25. Begonia relicta L. B. Sm. & B. G. Schub.
26. Begonia remusatifolia Y. M. Shui & W. H. Chen
27. Begonia renek Rimi
28. Begonia reniformis Dryand.
29. Begonia repens Lam.
30. Begonia repenticaulis Irmsch.
31. Begonia reptans Benth.
32. Begonia retakensis (Sands) Joffre
33. Begonia retinervia D. Fang, D. H. Qin & C. I Peng
34. Begonia retusa O. E. Schulz
35. Begonia rex Putz.
36. Begonia rheifolia Irmsch.
37. Begonia rheophytica M. Hughes
38. Begonia rhodantha Ridl.
39. Begonia rhodocarpa C.Y.Ling & S.Julia
40. Begonia rhodochaeta S. Julia & Kiew
41. Begonia rhodochlamys L. B. Sm. & B. G. Schub.
42. Begonia rhodoneura S. Julia
43. Begonia rhodotricha S. Julia & C. Y. Ling
44. Begonia rhoephila Ridl.
45. Begonia rhombipetala S. Julia & C. Y. Ling
46. Begonia rhyacophila Kiew
47. Begonia rhynchocarpa Y. M. Shui & W. H. Chen
48. Begonia rhytidophylla Y. M. Shui & W. H. Chen
49. Begonia rieckei Warb.
50. Begonia riedelii A. DC.
51. Begonia rigidifolia Aver.
52. Begonia riparia Irmsch.
53. Begonia rivularis E. L. Jacques
54. Begonia rizalensis Merr.
55. Begonia robii Ardi & Girm.
56. Begonia robusta Blume
57. Begonia rockii Irmsch.
58. Begonia rolandfadlii Dayanti, Pitopang & D. C. Thomas
59. Begonia rongjiangensis T. C. Ku
60. Begonia roseibractea Ziesenh.
61. Begonia roseopunctata Kiew
62. Begonia rossmanniae A. DC.
63. Begonia rostrata Welw. ex Hook. fil.
64. Begonia rotunda Vell.
65. Begonia rotundibracteata Kiew
66. Begonia rotundifolia Lam.
67. Begonia rotundilimba S. H. Huang & Y. M. Shui
68. Begonia roxburghii (Miq.) A. DC.
69. Begonia rubella Buch.-Ham. ex D. Don
70. Begonia rubida Ridl.
71. Begonia rubiginosipes Irmsch.
72. Begonia rubinea Hong Z. Li & H. Ma
73. Begonia rubiteae M. Hughes
74. Begonia ruboides C. M. Hu
75. Begonia rubricaulis Hook.
76. Begonia rubriflora L. Kollmann
77. Begonia rubrifolia Merr.
78. Begonia rubrobracteolata S. Julia & C. Y. Ling
79. Begonia rubroflabellata C. W. Lin & T. C. Hsu
80. Begonia rubromarginata Gilg
81. Begonia rubronervata De Wild.
82. Begonia rubropilosa A. DC.
83. Begonia rubrosetosa Aver.
84. Begonia rubrotepala S. Julia
85. Begonia rubrotincta L. B. Sm. & B. G. Schub.
86. Begonia rufa Thunb.
87. Begonia rufipila Merr.
88. Begonia rufosericea Toledo
89. Begonia rugosula Aver.
90. Begonia ruhlandiana Irmsch.
91. Begonia rumpiensis Kupicha
92. Begonia rupium Irmsch.
93. Begonia ruschii L. Kollmann
94. Begonia rushforthii Wahlsteen & D. Borah
95. Begonia russelliana L. B. Sm. ex S. F. Sm. & Wassh.
96. Begonia ruthiae S. Julia
97. Begonia rutilans (Klotzsch) A. DC.
98. Begonia rwandensis J. C. Arends

### S
1. Begonia sabahensis Kiew & J. H. Tan
2. Begonia sabriana Tawan, Ipor & Meekiong
3. Begonia sadirensis Kiew & S. Julia
4. Begonia sagaingensis Y. H. Tan, M. B. Maw & H. B. Ding
5. Begonia sageaensis Wiriad.
6. Begonia salaziensis (Gaudich.) Warb.
7. Begonia salesopolensis S. J. Gomes da Silva & Mamede
8. Begonia salisburyana Irmsch.
9. Begonia samarensis Merr.
10. Begonia sambiranensis Humbert ex Keraudren & M. Bosser
11. Begonia samhaensis M. Hughes & A. G. Mill.
12. Begonia sandalifolia C. B. Clarke
13. Begonia sandaunensis H. P. Wilson & Jimbo
14. Begonia sandsiana W. N. Takeuchi
15. Begonia sandtii Houghton ex Ziesenh.
16. Begonia sangkulirangensis Ardi, Girm. & Randi
17. Begonia sanguinea Raddi
18. Begonia sanguineopilosa D. C. Thomas & Ardi
19. Begonia santarosensis Kuntze
20. Begonia santos-limae Brade
21. Begonia saolaensis Y. M. Shui, T. A. Le & C. T. Vu
22. Begonia sarangica Kiew & S. Julia
23. Begonia sarasinorum Irmsch.
24. Begonia sarawakensis Ridl.
25. Begonia sarcocarpa Ridl.
26. Begonia sarmentacea Brilmayer
27. Begonia sarmentosa L. B. Sm. & Wassh.
28. Begonia sartorii Liebm.
29. Begonia satelloides Y. M. Shui, H. Q. Nguyen & W. H. Chen
30. Begonia satrapis C. B. Clarke
31. Begonia saxicola A. DC.
32. Begonia saxifraga A. DC.
33. Begonia saxifragifolia Craib
34. Begonia saxifragoides T. N. Bon & C. W. Lin
35. Begonia scabrida A. DC.
36. Begonia scabridoidea L. B. Sm. & Wassh.
37. Begonia scabrifolia C. I Peng, Yan Liu & C. W. Lin
38. Begonia scapigera Hook. fil.
39. Begonia schaeferi Engl.
40. Begonia scharffiana Regel
41. Begonia schizostyla M. D. Miranda
42. Begonia schliebenii Irmsch.
43. Begonia schulziana Urb. & Ekman
44. Begonia sciaphila Gilg ex Engl.
45. Begonia scintillans Dunn
46. Begonia scitifolia Irmsch.
47. Begonia scorpiocaulis Moonlight & Tebbitt
48. Begonia scorpiuroloba D. K. Tian & Q. Tian
49. Begonia scortechinii King
50. Begonia scottii Tebbitt
51. Begonia scutifolia Hook. fil.
52. Begonia scutulum Hook. fil.
53. Begonia sebodensis Mazo & Rubite
54. Begonia secunda L. B. Sm. & Wassh.
55. Begonia seemanniana A. DC.
56. Begonia segerakensis C. Y. Ling & Kiew
57. Begonia segregata L. B. Sm. & B. G. Schub.
58. Begonia sekuanensis C.Y.Ling & S.Julia
59. Begonia semidigitata Brade
60. Begonia semilunata Aver.
61. Begonia semiovata Liebm.
62. Begonia semiparietalis Yan Liu, S. M. Ku & C. I Peng
63. Begonia semongkatensis Girm.
64. Begonia semperflorens Link & Otto
65. Begonia sendangensis Ardi
66. Begonia serapatensis Kiew & S. Julia
67. Begonia serianensis C. W. Lin & C. I Peng
68. Begonia sericoneura Liebm.
69. Begonia serotina A. DC.
70. Begonia serpens Merr.
71. Begonia serranegrae L. B. Sm. ex S. F. Sm. & Wassh.
72. Begonia serraticauda Merr. & L. M. Perry
73. Begonia serratipetala Irmsch.
74. Begonia serratistipula Moonlight
75. Begonia sessilifolia Hook. fil.
76. Begonia sessilifructa S. Julia & Kiew
77. Begonia setiamensis S. Julia & Kiew
78. Begonia setifolia Irmsch.
79. Begonia setulosa Bertol.
80. Begonia setulosopeltata C. Y. Wu
81. Begonia sharpeana F. Muell.
82. Begonia shenzhenensis D. K. Tian & X. Yun Wang
83. Begonia shilendrae Rekha Morris & P. D. Mc Millan
84. Begonia shitoushanensis S. S. Ying
85. Begonia shoukaensis S. S. Ying
86. Begonia siamensis Gagnep.
87. Begonia sibthorpioides Ridl.
88. Begonia sibutensis Sands
89. Begonia siccacaudata J. Door.
90. Begonia sidolensis Dayanti, Pitopang & Ardi
91. Begonia sikkimensis A. DC.
92. Begonia silletensis (A. DC.) C. B. Clarke
93. Begonia silverstonei Jara
94. Begonia simolapensis Ardi
95. Begonia simulans Merr. & L. M. Perry
96. Begonia simunii Rimi
97. Begonia sinofloribunda Dorr
98. Begonia sinovietnamica C. Y. Wu
99. Begonia sinuata Wall.
100. Begonia siregarii Ardi & D. C. Thomas
101. Begonia sirindhorniana Phutthai, Thananth., Srisom & Suddee
102. Begonia sirukitii S. Julia & C. Y. Ling
103. Begonia skutchii Burt-Utley & Utley
104. Begonia sleumeri L. B. Sm. & B. G. Schub.
105. Begonia smilacina A. DC.
106. Begonia smithiae E. T. Geddes
107. Begonia smithiana T. T. Yu
108. Begonia socotrana Hook. fil.
109. Begonia sodiroi C. DC.
110. Begonia sogerensis Ridl.
111. Begonia sohoton Rubite, C.Justo, P.Villaseñor & C.W.Lin
112. Begonia sojolensis D. C. Thomas & Ardi
113. Begonia solananthera A. DC.
114. Begonia solaniflora Jara
115. Begonia solimutata L. B. Sm. & Wassh.
116. Begonia solitudinis Brade
117. Begonia soluta Craib
118. Begonia somervillei Hemsl.
119. Begonia sonderiana Irmsch.
120. Begonia soror Irmsch.
121. Begonia sorsogonensis Elmer ex Merr.
122. Begonia sosefiana J. J. De Wilde & Valk.
123. Begonia sousae Burt-Utley
124. Begonia spadiciflora L. B. Sm. & B. G. Schub.
125. Begonia sparreana L. B. Sm. & Wassh.
126. Begonia speculum Moonlight & Tebbitt
127. Begonia speluncae Ridl.
128. Begonia sphenantheroides C. I Peng
129. Begonia sphenocarpa Irmsch.
130. Begonia spilotophylla F. Muell.
131. Begonia spinibarbis Irmsch.
132. Begonia squamipes Irmsch.
133. Begonia squamulosa Hook. fil.
134. Begonia squarrosa Liebm.
135. Begonia staudtii Gilg
136. Begonia stellata Sosef
137. Begonia stenocardia L. B. Sm. & B. G. Schub.
138. Begonia stenogyna Sands
139. Begonia stenolepis L. B. Sm. & R. C. Sm.
140. Begonia stenophylla A. DC.
141. Begonia stenotepala L. B. Sm. & B. G. Schub.
142. Begonia stevei M. Hughes
143. Begonia steyermarkii L. B. Sm. & B. G. Schub.
144. Begonia stichochaete K. G. Pearce
145. Begonia stictopoda (Miq.) Miq. ex A. DC.
146. Begonia stigmosa Lindl.
147. Begonia stilandra Merr. & L. M. Perry
148. Begonia stilpnophylla D. C. Thomas & Ardi
149. Begonia stipularis Spreng.
150. Begonia stolzii Irmsch.
151. Begonia strachwitzii Warb. ex Irmsch.
152. Begonia strictinervis Irmsch.
153. Begonia strictipetiolaris Irmsch.
154. Begonia strigillosa A. Dietr.
155. Begonia strigosa (Warb.) L. L. Forrest & Hollingsw.
156. Begonia strigulosa (Hassk.) A. DC.
157. Begonia suaviola Jara
158. Begonia subacida Irmsch.
159. Begonia subacutata De Wild.
160. Begonia subalpestris A. Chev.
161. Begonia subcaudata Rusby ex L. B. Sm. & B. G. Schub.
162. Begonia subciliata A. DC.
163. Begonia subcoriacea C. I Peng, Yan Liu & S. M. Ku
164. Begonia subcostata Rusby
165. Begonia subcyclophylla Irmsch.
166. Begonia subelliptica Merr. & L. M. Perry
167. Begonia subhowii S. H. Huang
168. Begonia subisensis K. G. Pearce
169. Begonia sublobata Jack
170. Begonia sublongipes Y. M. Shui
171. Begonia subnummularifolia Merr.
172. Begonia suboblata D. Fang & D. H. Qin
173. Begonia suborbiculata Merr.
174. Begonia subpeltata Wight
175. Begonia subperfoliata Parish ex Kurz
176. Begonia subprostrata Merr.
177. Begonia subscutata De Wild.
178. Begonia subspinulosa Irmsch.
179. Begonia subtruncata Merr.
180. Begonia subvillosa Klotzsch
181. Begonia subviridis Craib
182. Begonia sudjanae C.-A.Jansson
183. Begonia suffrutescens Merr. & L. M. Perry
184. Begonia sukutensis Burt-Utley & Utley
185. Begonia sumbawaensis Girm.
186. Begonia summoglabra Yu
187. Begonia superciliaris C. W. Lin & C. I Peng
188. Begonia suprafastigiata Irmsch.
189. Begonia surculigera Kurz
190. Begonia susaniae Sosef
191. Begonia sutherlandii Hook. fil.
192. Begonia suyeniae C. W. Lin
193. Begonia sychnantha L. B. Sm. & Wassh.
194. Begonia sykakiengii Rubite, C. I Peng, C. W. Lin & K. F. Chung
195. Begonia sylvatica A. DC.
196. Begonia symbracteosa L. L. Forrest & Hollingsw.
197. Begonia symgeraniifolia L. L. Forrest & Hollingsw.
198. Begonia symhirta L. L. Forrest & Hollingsw.
199. Begonia sympapuana L. L. Forrest & Hollingsw.
200. Begonia symparvifolia L. L. Forrest & Hollingsw.
201. Begonia sympodialis Irmsch.
202. Begonia symsanguinea L. L. Forrest & Hollingsw.

### T
1. Begonia tabonensis C. I Peng, Rubite & C. W. Lin
2. Begonia tadungensis T. V. Do
3. Begonia tafaensis Merr. & L. M. Perry
4. Begonia tafiensis Lillo
5. Begonia tagbanua M. Hughes, C. I Peng & Rubite
6. Begonia taiwaniana Hayata
7. Begonia taliensis Gagnep.
8. Begonia taligera S. Rajbh.
9. Begonia tambelanensis (Irmsch.) Kiew
10. Begonia tamdaoensis C. I Peng
11. Begonia tampinica Burkill ex Irmsch.
12. Begonia tanala Humbert
13. Begonia tanauanensis Tandang, Bucay & K.F.Chung
14. Begonia tandangii C. I Peng & Rubite
15. Begonia tandikan Pranada, Camangeg, W. Caban. & Y. P. Ang
16. Begonia taniana Guanih
17. Begonia tapatia Burt-Utley & Mc Vaugh
18. Begonia tarangban Rubite, C. Justo, P. Villaseñor & C. W. Lin
19. Begonia taraw C. I Peng, Rubite & M. Hughes
20. Begonia tatianae Aver.
21. Begonia tatoniana R. Wilczek
22. Begonia tawaensis Merr.
23. Begonia tayabensis Merr.
24. Begonia tayloriana Irmsch.
25. Begonia tebiang S. Julia & Kiew
26. Begonia temburongensis Sands
27. Begonia tenasserimensis Phutthai & M. Hughes
28. Begonia tenera Dryand.
29. Begonia tenericaulis Ridl.
30. Begonia tengchiana C. I Peng & Y. K. Chen
31. Begonia tenuibracteata C. I Peng, Rubite & C. W. Lin
32. Begonia tenuifolia Dryand.
33. Begonia tenuis Burt-Utley & Utley
34. Begonia tenuissima S. Julia & C. Y. Ling
35. Begonia tepuiensis Moonlight & Jara
36. Begonia tessaricarpa C. B. Clarke
37. Begonia tetralobata Y. M. Shui
38. Begonia tetrandra Irmsch.
39. Begonia teuscheri Linden ex André
40. Begonia teysmanniana (Miq.) Miq. ex B. D. Jacks.
41. Begonia thaipingensis King
42. Begonia thelmae L. B. Sm. & Wassh.
43. Begonia thiemei C. DC. ex Donn. Sm.
44. Begonia thomeana C. DC.
45. Begonia thomsonii A. DC.
46. Begonia thyrsoidea Irmsch.
47. Begonia tigrina Kiew
48. Begonia tiliifolia C. DC.
49. Begonia timorensis (Miq.) Golding & Kareg.
50. Begonia tinctoria L. B. Sm. & B. G. Schub.
51. Begonia tindan Rimi & Kinahim
52. Begonia tinjanii S. Julia
53. Begonia tinuyopensis Mazo, Aribal, R. Bustam. & Y. P. Ang
54. Begonia tiradpassensis Calaramo, Rubite & C. W. Lin
55. Begonia titoevangelistae Tandang & Rubite
56. Begonia tjiasmantoi Ardi & D. C. Thomas
57. Begonia tlapensis Burt-Utley & Utley
58. Begonia togashii Nob. Tanaka & C. I Peng
59. Begonia toledana L. B. Sm. & B. G. Schub.
60. Begonia toledoana Handro
61. Begonia tomaniensis Rimi
62. Begonia tomentosa Schott
63. Begonia tonduzii C. DC. ex T. Durand & Pittier
64. Begonia tonkinensis Gagnep.
65. Begonia torajana D. C. Thomas & Ardi
66. Begonia torricellensis Warb.
67. Begonia trevisoensis J. C. Jaramillo
68. Begonia trianae (A. DC.) Warb.
69. Begonia triangularis Kiew & C. Y. Ling
70. Begonia tribenensis C. R. Rao
71. Begonia tribracteata Irmsch.
72. Begonia trichocarpa Dalzell
73. Begonia trichochila Warb.
74. Begonia trichopoda (Miq.) Miq.
75. Begonia trichosepala C. DC. ex Donn. Sm.
76. Begonia tricuspidata C. B. Clarke
77. Begonia triginticollium Girm.
78. Begonia trigonocarpa Ridl.
79. Begonia tripartifolia Souvann. & Lanors.
80. Begonia tripicoensis E. L. Jacques
81. Begonia tripurensis Dix.Bora, B.K.Datta & D.Borah
82. Begonia triradiata C. B. Clarke
83. Begonia trispathulata (A. DC.) Warb.
84. Begonia tropaeolifolia A. DC.
85. Begonia trujillensis L. B. Sm.
86. Begonia trullifolia Guillaumin
87. Begonia truncatifolia R.A.Bustam., Tandang, Pranada & Y.P.Ang
88. Begonia truncatiloba Irmsch.
89. Begonia truncicola Sodiro ex C. DC.
90. Begonia tsaratananensis Aymonin & Bosser
91. Begonia tsimihety Humbert
92. Begonia tsoongii C. Y. Wu
93. Begonia tuanii T. S. Hoang & C. W. Lin
94. Begonia tuberculosa Girm.
95. Begonia tui T. N. Bon & C. W. Lin
96. Begonia tumbezensis Irmsch.
97. Begonia tumburanoensis D. C. Thomas & Ardi
98. Begonia tungyanshanensis S. S. Ying
99. Begonia turbinata Ridl.
100. Begonia turrialbae Burt-Utley & Utley
101. Begonia turugsoy Mazo & Rubite

### U
1. Begonia ubahribuensis S. Julia & Kiew
2. Begonia udisilvestris C. DC.
3. Begonia ufoides C. I Peng, Y. H. Qin & C. W. Lin
4. Begonia ulmifolia Willd.
5. Begonia umbellata Kunth
6. Begonia umbraculifera Hook. fil.
7. Begonia umbraculifolia Y. Wan & B. N. Chang
8. Begonia umbratica S. Julia
9. Begonia umbrosa M. D. Miranda & E. L. Jacques
10. Begonia unduavensis Rusby
11. Begonia undulata Schott
12. Begonia uniflora S. Watson
13. Begonia unilateralis Rusby
14. Begonia urdanetensis Elmer
15. Begonia urophylla Hook.
16. Begonia ursina L. B. Sm. & B. G. Schub.
17. Begonia urticae L. fil.
18. Begonia uruapensis Sessé & Moc.
19. Begonia urubambensis Tebbitt
20. Begonia urunensis Kiew

### V
1. Begonia vaccinioides Sands
2. Begonia vagans Craib
3. Begonia valdensium A. DC.
4. Begonia valida Goebel
5. Begonia vallicola Kiew
6. Begonia valvata L. B. Sm. & B. G. Schub.
7. Begonia vanderentii Rossiti
8. Begonia vandewateri Ridl.
9. Begonia vankerckhovenii De Wild
10. Begonia vanoverberghii Merr.
11. Begonia vareschii Irmsch.
12. Begonia vargasii Moonlight
13. Begonia variabilis Ridl.
14. Begonia variegata Y. M. Shui & W. H. Chen
15. Begonia variifolia Y. M. Shui & W. H. Chen
16. Begonia varipeltata D. C. Thomas
17. Begonia varistyla Irmsch.
18. Begonia vasconcelosiana L. Kollmann
19. Begonia veitchii Hook. fil.
20. Begonia velata L. B. Sm. & B. G. Schub.
21. Begonia velloziana Walp.
22. Begonia venosa Skan ex Hook. fil.
23. Begonia venusta King
24. Begonia verecunda M. Hughes
25. Begonia vermeulenii D. C. Thomas
26. Begonia verruculosa L. B. Sm.
27. Begonia versicolor Irmsch.
28. Begonia vespipropinqua Chong
29. Begonia vestita C. DC.
30. Begonia vicina Irmsch.
31. Begonia vietnamensis H. Q. Nguyen & C. I Peng
32. Begonia villifolia Irmsch.
33. Begonia villosula T. S. Hoang & C. W. Lin
34. Begonia vinagrera Jara & Zabala
35. Begonia vincentiana O. E. Schulz
36. Begonia vinkii Sands
37. Begonia violifolia A. DC.
38. Begonia viridiflora A. DC.
39. Begonia viriditenebris Lanors. & Souvann.
40. Begonia viscida Ziesenh.
41. Begonia viscosa Aver. & H. Q. Nguyen
42. Begonia vitiensis A. C. Sm.
43. Begonia vittariifolia N. Hallé
44. Begonia vivipara Aver., Nuraliev & Y. M. Shui
45. Begonia voluptuaria Lanors., Souvann. & Lamxay
46. Begonia vuijckii Koord.
47. Begonia vulgarioides S. Julia & Kiew
48. Begonia vulgaris S. Julia & Kiew

### W
1. Begonia wadei Merr. & Quisumb.
2. Begonia wageneriana (Klotzsch) Hook.
3. Begonia wakefieldii Gilg ex Engl.
4. Begonia wallacei C. W. Lin & C. I Peng
5. Begonia wallichiana Lehm.
6. Begonia walteriana Irmsch.
7. Begonia wangii Yu
8. Begonia warburgii K. Schum. & Lauterb.
9. Begonia wariana Irmsch.
10. Begonia wasshauseniana L. Kollmann & Peixoto
11. Begonia wattii C. B. Clarke
12. Begonia watuwilensis Girm.
13. Begonia weberbaueri Irmsch.
14. Begonia weberi Merr.
15. Begonia weberlingii Irmsch. ex Weberling
16. Begonia weddeliana A. DC.
17. Begonia weigallii Hemsl.
18. Begonia wengeri C. E. C. Fisch.
19. Begonia wenshanensis C. M. Hu
20. Begonia wenzelii Merr.
21. Begonia wiformis T. S. Hoang & C. W. Lin
22. Begonia wilburii Burt-Utley & Utley
23. Begonia wilczekiana N. Hallé
24. Begonia wilkiei Coyle
25. Begonia wilksii Sosef
26. Begonia willemii Ardi, Girm. & D. C. Thomas
27. Begonia wilsonii Gagnep.
28. Begonia windischii L. B. Sm. ex S. F. Sm. & Wassh.
29. Begonia wollastonii Baker fil.
30. Begonia wollnyi Herzog
31. Begonia woodii Merr.
32. Begonia wrayi Hemsl.
33. Begonia wrightiana A. DC.
34. Begonia wui-senioris C. I Peng
35. Begonia wurdackii L. B. Sm. & B. G. Schub.
36. Begonia wutaiana C. I Peng & Y. K. Chen
37. Begonia wuzhishanensis C. I Peng, X. H. Jin & S. M. Ku
38. Begonia wyepingiana Kiew

### X
1. Begonia xanthina Hook.
2. Begonia xenos C. W. Lin, Phonep. & P. Rahm
3. Begonia xilitlensis Burt-Utley
4. Begonia xingyiensis T. C. Ku
5. Begonia xiphophylla Irmsch.
6. Begonia xiphophylloides Kiew
7. Begonia xishuangbannaensis W. G. Wang & L. J. Jiang
8. Begonia xishuiensis T. C. Ku
9. Begonia xochiatencana J. R. Santiago
10. Begonia xuansonensis T. V. Do, Nuraliev & Y. M. Shui
11. Begonia xylopoda L. B. Sm. & B. G. Schub.

### Y
1. Begonia yapenensis M. Hughes
2. Begonia yappii Ridl.
3. Begonia yentuensis Luu & C. W. Lin
4. Begonia yenyeniae J. P. C. Tan
5. Begonia yiii Kiew & S. Julia
6. Begonia yingjiangensis S. H. Huang
7. Begonia yizhouensis D. K. Tian, B. M. Wang & Y. Tong
8. Begonia ynesiae L. B. Sm. & Wassh.
9. Begonia yui Irmsch.
10. Begonia yunckeri Standl.
11. Begonia yuracyacuensis Moonlight

### Z
1. Begonia zairensis Sosef
2. Begonia zamboangensis Merr.
3. Begonia zenkeriana L. B. Sm. & Wassh.
4. Begonia zhengyiana Y. M. Shui
5. Begonia zhongyangiana W. G. Wang & S. Z. Zhang
6. Begonia zhuoyuniae C. I Peng, Yan Liu & K. F. Chung
7. Begonia zimmermannii Peter ex Irmsch.
8. Begonia zollingeriana (Klotzsch) A. DC.
9. Begonia zunyiensis S. Z. He & Y. M. Shui
10. Begonia zygia C.W.Lin & C. I Peng

## Hibridi
1. Begonia ×antonietae Brade
2. Begonia ×breviscapa C. I Peng, Yan Liu & S. M. Ku
3. Begonia ×buimontana Yamam.
4. Begonia ×chungii C. I Peng & S. M. Ku
5. Begonia ×dinglensis Rubite, C. I Peng, Koh Nakam. & K. F. Chung
6. Begonia ×kapangan Rubite, S. H. Liu & K. F Chung
7. Begonia ×taipeiensis C. I Peng